# Тур WTA 2011

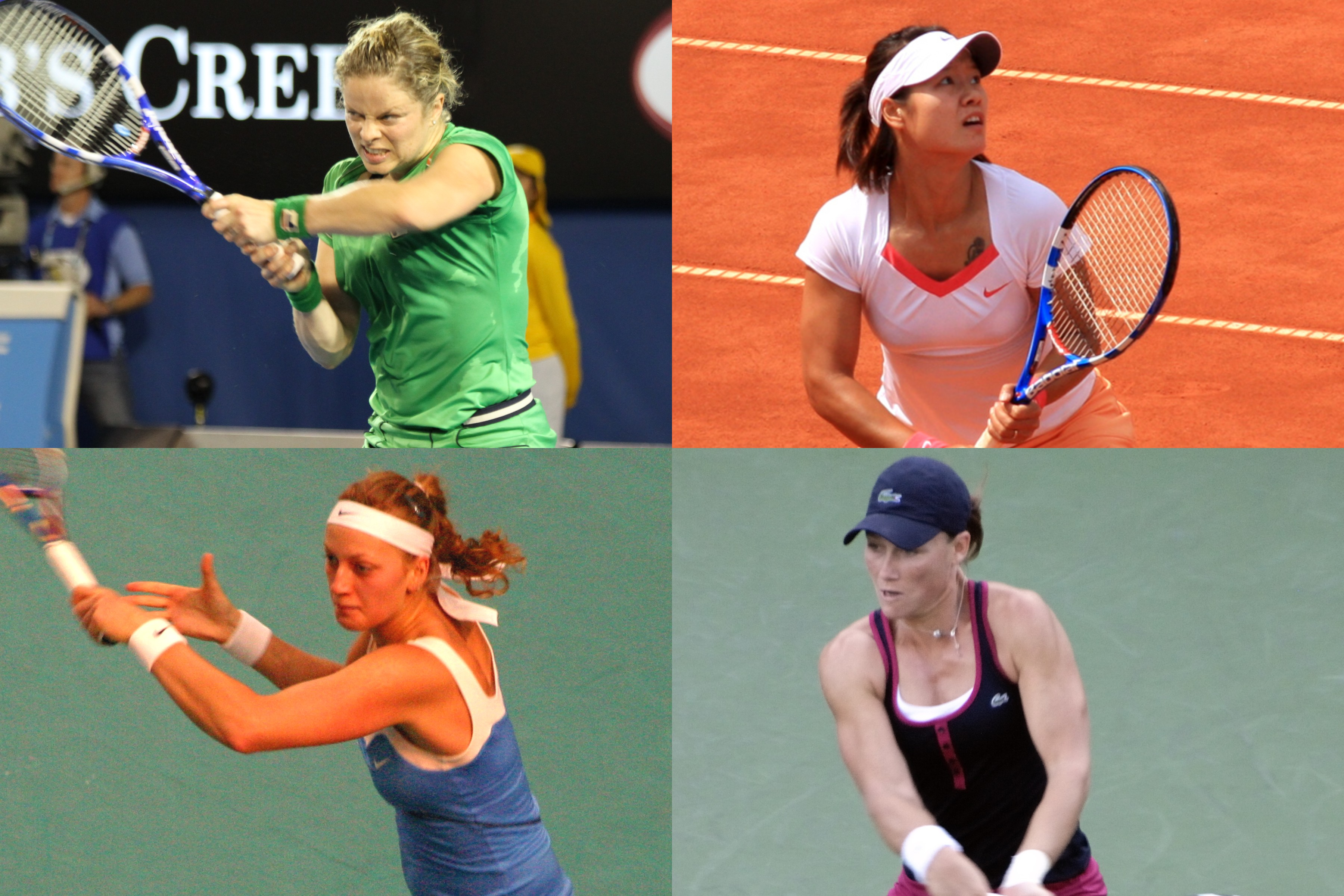
Кім Клейстерс (зверху ліворуч) виграла свій перший титул на Відкритому чемпіонаті Австралії, який став її четвертою і останньою перемогою на турнірах Великого шолома, у фіналі перемігши Лі На. Лі (зверху праворуч) виграла свій перший титул Великого шолома на Відкритому чемпіонаті Франції, перемігши у фіналі чинну чемпіонку Франческу Ск'явоне. Петра Квітова (знизу ліворуч) виграла свій перший титул Великого шолома на Вімблдоні, у фіналі перемігши Марію Шарапову. Саманта Стосур (знизу праворуч) виграла свій перший титул Великого шолома на Відкритому чемпіонаті США, у фіналі перемігши Серену Вільямс.

WTA тур 2011 — цикл тенісних турнірів, що проходили під егідою Жіночої тенісної асоціації (WTA) впродовж календарного 2011 року. До календаря туру входили турніри Великого шолома, що проводяться Міжнародною тенісною федерацією (ITF)), прем'єр-турніри WTA (обов'язкові, чільні 5 та звичайні), міжнародні турніри WTA, чемпіонат WTA та Турнір чемпіонок, кубок Федерації (ITF). До календаря також включено кубок Хопмана, організований ITF, і за який гравчиням не нараховуються рейтингові очки.

## Графік
У таблиці представлено повний список турнірів у рамках Туру WTA 2011. В одиночному розряді показано учасниць починаючи зі стадії чвертьфіналів.
Легенда
| Турніри Великого шолома      |
| Чемпіонати закінчення сезону |
| WTA Premier Mandatory        |
| WTA Premier 5                |
| WTA Premier                  |
| WTA International            |
| Командні змагання            |

### Січень
| Тиждень           | Турнір | Чемпіонки                                                                   | Фіналістки                                                                           | Півфіналістки                                        | Чвертьфіналістки                                                         |
| ----------------- | --- | --------------------------------------------------------------------------- | ------------------------------------------------------------------------------------ | ---------------------------------------------------- | ------------------------------------------------------------------------ |
| 3 січня           | Hyundai Hopman Cup Перт, Австралія Чемпіонат змішаних команд A$1,000,000 – Хард (п) – 8 команд (ГР)                                                            | США 2–1                                                                     | Бельгія                                                                              | Круговий турнір (група A) Сербія Австралія Казахстан | Круговий турнір (група B) Велика Британія Італія Франція                 |
| 3 січня           | Brisbane International Брисбен, Австралія WTA International $220,000 – Хард – 32S/32Q/16D Одиночний розряд – Парний розряд                                     | Петра Квітова 6–1, 6–3                                                      | Андреа Петкович                                                                      | Маріон Бартолі Анастасія Павлюченкова                | Ярміла Грот Барбора Заглавова-Стрицова Домініка Цібулкова Луціє Шафарова |
| 3 січня           | Brisbane International Брисбен, Австралія WTA International $220,000 – Хард – 32S/32Q/16D Одиночний розряд – Парний розряд                                     | Аліса Клейбанова Анастасія Павлюченкова 6–3, 7–5                            | Клаудія Янс Аліція Росольська                                                        | Маріон Бартолі Анастасія Павлюченкова                | Ярміла Грот Барбора Заглавова-Стрицова Домініка Цібулкова Луціє Шафарова |
| 3 січня           | ASB Classic Окленд, Нова Зеландія WTA International $220,000 – Хард – 32S/32Q/16D Одиночний розряд – Парний розряд                                             | Грета Арн 6–3, 6–3                                                          | Яніна Вікмаєр                                                                        | Юлія Гергес Пен Шуай                                 | Марія Шарапова Катерина Бондаренко Гезер Вотсон Симона Халеп             |
| 3 січня           | ASB Classic Окленд, Нова Зеландія WTA International $220,000 – Хард – 32S/32Q/16D Одиночний розряд – Парний розряд                                             | Квета Пешке Катарина Среботнік 6–3, 6–0                                     | Софія Арвідссон Марина Еракович                                                      | Юлія Гергес Пен Шуай                                 | Марія Шарапова Катерина Бондаренко Гезер Вотсон Симона Халеп             |
| 10 січня          | Medibank International Sydney Sydney, Австралія WTA Premier $618,000 – Хард – 30S/48Q/16D Одиночний розряд – Парний розряд                                     | Лі На 7–6(7–3), 6–3                                                         | Кім Клейстерс                                                                        | Аліса Клейбанова Бояна Йовановські                   | Домініка Цібулкова Вікторія Азаренко Світлана Кузнецова Флавія Пеннетта  |
| 10 січня          | Medibank International Sydney Sydney, Австралія WTA Premier $618,000 – Хард – 30S/48Q/16D Одиночний розряд – Парний розряд                                     | Івета Бенешова Барбора Заглавова-Стрицова 4–6, 6–4, [10–7]                  | Квета Пешке Катарина Среботнік                                                       | Аліса Клейбанова Бояна Йовановські                   | Домініка Цібулкова Вікторія Азаренко Світлана Кузнецова Флавія Пеннетта  |
| 10 січня          | Moorilla Hobart International Гобарт, Австралія WTA International $220,000 – Хард – 32S/32Q/16D Одиночний розряд – Парний розряд                               | Ярміла Грот 6–4, 6–3                                                        | Бетані Маттек-Сендс                                                                  | Клара Закопалова Пен Шуай                            | Маріон Бартолі Роберта Вінчі Сара Еррані Анджелік Кербер                 |
| 10 січня          | Moorilla Hobart International Гобарт, Австралія WTA International $220,000 – Хард – 32S/32Q/16D Одиночний розряд – Парний розряд                               | Сара Еррані Роберта Вінчі 6–3, 7–5                                          | Катерина Бондаренко Ліга Декмеєре                                                    | Клара Закопалова Пен Шуай                            | Маріон Бартолі Роберта Вінчі Сара Еррані Анджелік Кербер                 |
| 17 січня 24 січня | Відкритий чемпіонат Австралії Melbourne, Австралія Великий шолом $10,366,780 – Хард 128S/96Q/64D/32X Одиночний розряд – Парний розряд – Змішаний парний розряд | Кім Клейстерс 3–6, 6–3, 6–3                                                 | Лі На                                                                                | Каролін Возняцкі Віра Звонарьова                     | Франческа Ск'явоне Андреа Петкович Агнешка Радванська Петра Квітова      |
| 17 січня 24 січня | Відкритий чемпіонат Австралії Melbourne, Австралія Великий шолом $10,366,780 – Хард 128S/96Q/64D/32X Одиночний розряд – Парний розряд – Змішаний парний розряд | Хісела Дулко Флавія Пеннетта 2–6, 7–5, 6–1                                  | Вікторія Азаренко Марія Кириленко                                                    | Каролін Возняцкі Віра Звонарьова                     | Франческа Ск'явоне Андреа Петкович Агнешка Радванська Петра Квітова      |
| 17 січня 24 січня | Відкритий чемпіонат Австралії Melbourne, Австралія Великий шолом $10,366,780 – Хард 128S/96Q/64D/32X Одиночний розряд – Парний розряд – Змішаний парний розряд | Катарина Среботнік Деніел Нестор 6–3, 3–6, [10–7]                           | Чжань Юнжань Пол Генлі                                                               | Каролін Возняцкі Віра Звонарьова                     | Франческа Ск'явоне Андреа Петкович Агнешка Радванська Петра Квітова      |
| 31 січня          | Fed Cup by BNP Paribas: чвертьфінал Гобарт, Австралія, Хард Москва, Росія, Хард (п) Братислава, Словаччина, Хард (п) Антверпен, Бельгія, (i)                   | перемогли у чвертьфіналі · Італія 4–1 · Росія 3–2 · Чехія 3–2 · Бельгія 4–1 | програли у чвертьфіналі · Австралія · Франція · Словаччина · Сполучені Штати Америки |                                                      |                                                                          |

### Лютий
| Тиждень   | Турнір | Чемпіонки                                                         | Фіналістки                                 | Півфіналістки                          | Чвертьфіналістки                                                       |
| --------- | --- | ----------------------------------------------------------------- | ------------------------------------------ | -------------------------------------- | ---------------------------------------------------------------------- |
| 7 лютого  | Open GDF Suez Париж, Франція WTA Premier $618,000 – Хард (п) – 30S/32Q/16D Одиночний розряд – Парний розряд                     | Петра Квітова 6–4, 6–3                                            | Кім Клейстерс                              | Кая Канепі Бетані Маттек-Сендс         | Єлена Докич Домініка Цібулкова Яніна Вікмаєр Андреа Петкович           |
| 7 лютого  | Open GDF Suez Париж, Франція WTA Premier $618,000 – Хард (п) – 30S/32Q/16D Одиночний розряд – Парний розряд                     | Бетані Маттек-Сендс Меган Шонессі 6–4, 6–2                        | Віра Душевіна Катерина Макарова            | Кая Канепі Бетані Маттек-Сендс         | Єлена Докич Домініка Цібулкова Яніна Вікмаєр Андреа Петкович           |
| 7 лютого  | PTT Pattaya Open Паттайя, Таїланд WTA International $220,000 – Хард – 32S/16Q/16D Одиночний розряд – Парний розряд              | Даніела Гантухова 6–0, 6–2                                        | Сара Еррані                                | Віра Звонарьова Роберта Вінчі          | Пен Шуай Акгуль Аманмурадова Галина Воскобоєва Ана Іванович            |
| 7 лютого  | PTT Pattaya Open Паттайя, Таїланд WTA International $220,000 – Хард – 32S/16Q/16D Одиночний розряд – Парний розряд              | Сара Еррані Роберта Вінчі 3–6, 6–3, [10–5]                        | Сунь Шеннань Чжен Цзє                      | Віра Звонарьова Роберта Вінчі          | Пен Шуай Акгуль Аманмурадова Галина Воскобоєва Ана Іванович            |
| 14 лютого | Dubai Duty Free Tennis Championships Дубай,, ОАЕ WTA Premier 5 $2,050,000 – Хард – 56S/32Q/28D Одиночний розряд – Парний розряд | Каролін Возняцкі 6–1, 6–3                                         | Світлана Кузнецова                         | Єлена Янкович Флавія Пеннетта          | Шахар Пеєр Саманта Стосур Агнешка Радванська Аліса Клейбанова          |
| 14 лютого | Dubai Duty Free Tennis Championships Дубай,, ОАЕ WTA Premier 5 $2,050,000 – Хард – 56S/32Q/28D Одиночний розряд – Парний розряд | Лізель Губер Марія Хосе Мартінес Санчес 7–6(7–5), 6–3             | Квета Пешке Катарина Среботнік             | Єлена Янкович Флавія Пеннетта          | Шахар Пеєр Саманта Стосур Агнешка Радванська Аліса Клейбанова          |
| 14 лютого | Cellular South Cup Мемфіс, США WTA International $220,000 – Хард (п) – 32S/16Q/16D Одиночний розряд – Парний розряд             | Магдалена Рибарикова 6–2, ret.                                    | Ребекка Маріно                             | Луціє Градецька Євгенія Родіна         | Алекса Ґлетч Ксенія Первак Гезер Вотсон Коко Вандевей                  |
| 14 лютого | Cellular South Cup Мемфіс, США WTA International $220,000 – Хард (п) – 32S/16Q/16D Одиночний розряд – Парний розряд             | Ольга Говорцова Алла Кудрявцева 6–3, 4–6, [10–8]                  | Андреа Главачкова Луціє Градецька          | Луціє Градецька Євгенія Родіна         | Алекса Ґлетч Ксенія Первак Гезер Вотсон Коко Вандевей                  |
| 14 лютого | XIX Copa BBVA Colsanitas Богота, Колумбія WTA International $220,000 – ґрунт – 32S/32Q/16D Одиночний розряд – Парний розряд     | Лурдес Домінгес Ліно 2–6, 6–3, 6–2                                | Матільд Жоанссон                           | Карла Суарес Наварро Петра Мартич      | Хань Сіньюнь Каталіна Кастаньйо Беатріс Гарсія-Відагані Лаура Поус-Тіо |
| 14 лютого | XIX Copa BBVA Colsanitas Богота, Колумбія WTA International $220,000 – ґрунт – 32S/32Q/16D Одиночний розряд – Парний розряд     | Едіна Галловіц-Халл Анабель Медіна Гаррігес 2–6, 7–6(8–6), [11–9] | Шерон Фічмен Лаура Поус-Тіо                | Карла Суарес Наварро Петра Мартич      | Хань Сіньюнь Каталіна Кастаньйо Беатріс Гарсія-Відагані Лаура Поус-Тіо |
| 21 лютого | Qatar Ladies Open Доха, Катар WTA Premier $721,000 – Хард – 28S/32Q/16D Одиночний розряд – Парний розряд                        | Віра Звонарьова 6–4, 6–4                                          | Каролін Возняцкі                           | Маріон Бартолі Єлена Янкович           | Флавія Пеннетта Пен Шуай Клара Закопалова Даніела Гантухова            |
| 21 лютого | Qatar Ladies Open Доха, Катар WTA Premier $721,000 – Хард – 28S/32Q/16D Одиночний розряд – Парний розряд                        | Квета Пешке Катарина Среботнік 7–5, 6–7(2–7), [10–8]              | Лізель Губер Надія Петрова                 | Маріон Бартолі Єлена Янкович           | Флавія Пеннетта Пен Шуай Клара Закопалова Даніела Гантухова            |
| 21 лютого | Abierto Mexicano Telcel Акапулько, Мексика WTA International $220,000 – ґрунт – 32S/32Q/16D Одиночний розряд – Парний розряд    | Хісела Дулко 6–3, 7–6(7–5)                                        | Аранча Парра Сантонха                      | Анабель Медіна Гаррігес Юганна Ларссон | Карла Суарес Наварро Лаура Поус-Тіо Грета Арн Лурдес Домінгес Ліно     |
| 21 лютого | Abierto Mexicano Telcel Акапулько, Мексика WTA International $220,000 – ґрунт – 32S/32Q/16D Одиночний розряд – Парний розряд    | Марія Коритцева Іоана Ралука Олару 3–6, 6–1, [10–4]               | Лурдес Домінгес Ліно Аранча Парра Сантонха | Анабель Медіна Гаррігес Юганна Ларссон | Карла Суарес Наварро Лаура Поус-Тіо Грета Арн Лурдес Домінгес Ліно     |
| 28 лютого | Monterrey Open Монтеррей, Мексика WTA International $220,000 – Хард – 32S/32Q/16D Одиночний розряд – Парний розряд              | Анастасія Павлюченкова 2–6, 6–2, 6–3                              | Єлена Янкович                              | Полона Герцог Хісела Дулко             | Анастасія Севастова Ольга Говорцова Ксенія Первак Грета Арн            |
| 28 лютого | Monterrey Open Монтеррей, Мексика WTA International $220,000 – Хард – 32S/32Q/16D Одиночний розряд – Парний розряд              | Івета Бенешова Барбора Заглавова-Стрицова 6–7(8–10), 6–2, [10–6]  | Анна-Лена Гренефельд Ваня Кінґ             | Полона Герцог Хісела Дулко             | Анастасія Севастова Ольга Говорцова Ксенія Первак Грета Арн            |
| 28 лютого | BMW Malaysian Open Куала-Лумпур, Малайзія WTA International $220,000 – Хард (п) – 32S/32Q/16D Одиночний розряд – Парний розряд  | Єлена Докич 2–6, 7–6(11–9), 6–4                                   | Луціє Шафарова                             | Міхаелла Крайчек Ярміла Ґайдошова      | Бояна Йовановські Анна Кремер Моріта Аюмі Маріон Бартолі               |
| 28 лютого | BMW Malaysian Open Куала-Лумпур, Малайзія WTA International $220,000 – Хард (п) – 32S/32Q/16D Одиночний розряд – Парний розряд  | Дінара Сафіна Галина Воскобоєва 7–5, 2–6, [10–5]                  | Ноппаван Летчівакарн Джессіка Мур          | Міхаелла Крайчек Ярміла Ґайдошова      | Бояна Йовановські Анна Кремер Моріта Аюмі Маріон Бартолі               |

### Березень
| Тиждень               | Турнір | Чемпіонки                                                  | Фіналістки                        | Півфіналістки                   | Чвертьфіналістки                                                  |
| --------------------- | --- | ---------------------------------------------------------- | --------------------------------- | ------------------------------- | ----------------------------------------------------------------- |
| 7 березня 14 березня  | BNP Paribas Open Індіан-Веллс, США WTA Premier Mandatory $4,500,000 – Хард – 96S/48Q/32D Одиночний розряд – Парний розряд | Каролін Возняцкі 6–1, 2–6, 6–3                             | Маріон Бартолі                    | Марія Шарапова Яніна Вікмаєр    | Вікторія Азаренко Пен Шуай Шахар Пеєр Ана Іванович                |
| 7 березня 14 березня  | BNP Paribas Open Індіан-Веллс, США WTA Premier Mandatory $4,500,000 – Хард – 96S/48Q/32D Одиночний розряд – Парний розряд | Саня Мірза Олена Весніна 6–0, 7–5                          | Бетані Маттек-Сендс Меган Шонессі | Марія Шарапова Яніна Вікмаєр    | Вікторія Азаренко Пен Шуай Шахар Пеєр Ана Іванович                |
| 21 березня 28 березня | Sony Ericsson Open Маямі, США WTA Premier Mandatory $4,500,000 – Хард – 96S/48Q/32D Одиночний розряд – Парний розряд      | Вікторія Азаренко 6–1, 6–4                                 | Марія Шарапова                    | Андреа Петкович Віра Звонарьова | Єлена Янкович Александра Дулгеру Агнешка Радванська Кім Клейстерс |
| 21 березня 28 березня | Sony Ericsson Open Маямі, США WTA Premier Mandatory $4,500,000 – Хард – 96S/48Q/32D Одиночний розряд – Парний розряд      | Даніела Гантухова Агнешка Радванська 7–6(7–5), 2–6, [10–8] | Лізель Губер Надія Петрова        | Андреа Петкович Віра Звонарьова | Єлена Янкович Александра Дулгеру Агнешка Радванська Кім Клейстерс |

### Квітень
| Тиждень   | Турнір | Чемпіонки                                                     | Фіналістки                               | Півфіналістки                     | Чвертьфіналістки                                                           |
| --------- | --- | ------------------------------------------------------------- | ---------------------------------------- | --------------------------------- | -------------------------------------------------------------------------- |
| 4 квітня  | Family Circle Cup Чарлстон, США WTA Premier $721,000 – ґрунт (зелений) – 56S/32Q/16D Одиночний розряд – Парний розряд                   | Каролін Возняцкі 6–2, 6–3                                     | Олена Весніна                            | Єлена Янкович Пен Шуай            | Яніна Вікмаєр Крістіна Макгейл Саня Мірза Юлія Гергес                      |
| 4 квітня  | Family Circle Cup Чарлстон, США WTA Premier $721,000 – ґрунт (зелений) – 56S/32Q/16D Одиночний розряд – Парний розряд                   | Саня Мірза Олена Весніна 6–4, 6–4                             | Бетані Маттек-Сендс Меган Шонессі        | Єлена Янкович Пен Шуай            | Яніна Вікмаєр Крістіна Макгейл Саня Мірза Юлія Гергес                      |
| 4 квітня  | Andalucia Tennis Experience Marbella, Іспанія WTA International $220,000 – ґрунт – 32S/32Q/16D Одиночний розряд – Парний розряд         | Вікторія Азаренко 6–3, 6–2                                    | Ірина-Камелія Бегу                       | Сара Еррані Світлана Кузнецова    | Дінара Сафіна Александра Дулгеру Клара Закопалова Лара Арруабаррена-Вечіно |
| 4 квітня  | Andalucia Tennis Experience Marbella, Іспанія WTA International $220,000 – ґрунт – 32S/32Q/16D Одиночний розряд – Парний розряд         | Нурія Льягостера Вівес Аранча Парра Сантонха 3–6, 6–4, [10–5] | Сара Еррані Роберта Вінчі                | Сара Еррані Світлана Кузнецова    | Дінара Сафіна Александра Дулгеру Клара Закопалова Лара Арруабаррена-Вечіно |
| 11 квітня | Fed Cup by BNP Paribas: півфінал Москва, Росія, Хард (п) Charleroi, Бельгія, Хард (п)                                                   | Перемогли в півфіналах · Росія 5–0 · Чехія 3–2 ·              | Програли в півфіналах · Італія · Бельгія |                                   |                                                                            |
| 18 квітня | Porsche Tennis Grand Prix Штутгарт, Німеччина WTA Premier $721,000 – ґрунт (п) – 28S/32Q/16D Одиночний розряд – Парний розряд           | Юлія Гергес 7–6(7–3), 6–3                                     | Каролін Возняцкі                         | Агнешка Радванська Саманта Стосур | Андреа Петкович Крістіна Барруа Сабіне Лісіцкі Віра Звонарьова             |
| 18 квітня | Porsche Tennis Grand Prix Штутгарт, Німеччина WTA Premier $721,000 – ґрунт (п) – 28S/32Q/16D Одиночний розряд – Парний розряд           | Сабіне Лісіцкі Саманта Стосур 6–1, 7–6(7–5)                   | Крістіна Барруа Ясмін Вер                | Агнешка Радванська Саманта Стосур | Андреа Петкович Крістіна Барруа Сабіне Лісіцкі Віра Звонарьова             |
| 18 квітня | Grand Prix SAR La Princesse Lalla Meryem Fes, Марокко WTA International $220,000 – ґрунт – 32S/32Q/16D Одиночний розряд – Парний розряд | Альберта Бріанті 6–4, 6–3                                     | Симона Халеп                             | Кірстен Фліпкенс Дінара Сафіна    | Надя Лаламі Грета Арн Мелані Уден Анастасія Пивоварова                     |
| 18 квітня | Grand Prix SAR La Princesse Lalla Meryem Fes, Марокко WTA International $220,000 – ґрунт – 32S/32Q/16D Одиночний розряд – Парний розряд | Андреа Главачкова Рената Ворачова 6–3, 6–4                    | Ніна Братчикова Сандра Клеменшиц         | Кірстен Фліпкенс Дінара Сафіна    | Надя Лаламі Грета Арн Мелані Уден Анастасія Пивоварова                     |
| 25 квітня | Барселона Ladies Open Барселона, Іспанія WTA International $220,000 – ґрунт – 32S/16Q/16D Одиночний розряд – Парний розряд              | Роберта Вінчі 4–6, 6–2, 6–2                                   | Луціє Градецька                          | Лаура Поус-Тіо Сара Еррані        | Віржіні Раззано Полона Герцог Альберта Бріанті Естрелья Кабеса Кандела     |
| 25 квітня | Барселона Ladies Open Барселона, Іспанія WTA International $220,000 – ґрунт – 32S/16Q/16D Одиночний розряд – Парний розряд              | Івета Бенешова Барбора Заглавова-Стрицова 5–7, 6–4, [11–9]    | Наталі Грандін Владіміра Угліржова       | Лаура Поус-Тіо Сара Еррані        | Віржіні Раззано Полона Герцог Альберта Бріанті Естрелья Кабеса Кандела     |
| 25 квітня | Estoril Open Ештуріл, Португалія WTA International $220,000 – ґрунт – 32S/32Q/16D Одиночний розряд – Парний розряд                      | Анабель Медіна Гаррігес 6–1, 6–2                              | Крістіна Барруа                          | Юганна Ларссон Моніка Нікулеску   | Аліса Клейбанова Алла Кудрявцева Клара Закопалова Ярміла Ґайдошова         |
| 25 квітня | Estoril Open Ештуріл, Португалія WTA International $220,000 – ґрунт – 32S/32Q/16D Одиночний розряд – Парний розряд                      | Аліса Клейбанова Галина Воскобоєва 6–4, 6–2                   | Елені Даніліду Міхаелла Крайчек          | Юганна Ларссон Моніка Нікулеску   | Аліса Клейбанова Алла Кудрявцева Клара Закопалова Ярміла Ґайдошова         |

### Травень
| Тиждень          | Турнір | Чемпіонки                                            | Фіналістки                         | Півфіналістки                             | Чвертьфіналістки                                                             |
| ---------------- | --- | ---------------------------------------------------- | ---------------------------------- | ----------------------------------------- | ---------------------------------------------------------------------------- |
| 2 травня         | Mutua Madrileña Madrid Open Мадрид, Іспанія WTA Premier Mandatory $4,500,000 – ґрунт – 64S/32Q/28D Одиночний розряд – Парний розряд                                       | Петра Квітова 7–6(7–3), 6–4                          | Вікторія Азаренко                  | Юлія Гергес Лі На                         | Анастасія Павлюченкова Луціє Шафарова Бетані Маттек-Сендс Домініка Цібулкова |
| 2 травня         | Mutua Madrileña Madrid Open Мадрид, Іспанія WTA Premier Mandatory $4,500,000 – ґрунт – 64S/32Q/28D Одиночний розряд – Парний розряд                                       | Вікторія Азаренко Марія Кириленко 6–4, 6–3           | Квета Пешке Катарина Среботнік     | Юлія Гергес Лі На                         | Анастасія Павлюченкова Луціє Шафарова Бетані Маттек-Сендс Домініка Цібулкова |
| 9 травня         | Internazionali BNL d'Italia Rome, Італія WTA Premier 5 $2,050,000 – ґрунт – 56S/32Q/28D Одиночний розряд – Парний розряд                                                  | Марія Шарапова 6–2, 6–4                              | Саманта Стосур                     | Каролін Возняцкі Лі На                    | Єлена Янкович Вікторія Азаренко Грета Арн Франческа Ск'явоне                 |
| 9 травня         | Internazionali BNL d'Italia Rome, Італія WTA Premier 5 $2,050,000 – ґрунт – 56S/32Q/28D Одиночний розряд – Парний розряд                                                  | Пен Шуай Чжен Цзє 6–2, 6–3                           | Ваня Кінґ Ярослава Шведова         | Каролін Возняцкі Лі На                    | Єлена Янкович Вікторія Азаренко Грета Арн Франческа Ск'явоне                 |
| 16 травня        | Brussels Open by GDF Suez Брюссель, Бельгія WTA Premier $618,000 – ґрунт – 30S/32Q/16D Одиночний розряд – Парний розряд                                                   | Каролін Возняцкі 2–6, 6–3, 6–3                       | Пен Шуай                           | Франческа Ск'явоне Віра Звонарьова        | Яніна Вікмаєр Моріта Аюмі Софія Арвідссон Александра Дулгеру                 |
| 16 травня        | Brussels Open by GDF Suez Брюссель, Бельгія WTA Premier $618,000 – ґрунт – 30S/32Q/16D Одиночний розряд – Парний розряд                                                   | Андреа Главачкова Галина Воскобоєва 3–6, 6–0, [10–5] | Клаудія Янс Аліція Росольська      | Франческа Ск'явоне Віра Звонарьова        | Яніна Вікмаєр Моріта Аюмі Софія Арвідссон Александра Дулгеру                 |
| 16 травня        | Internationaux de Strasbourg Страсбург, Франція WTA International $220,000 – ґрунт – 32S/32Q/16D Одиночний розряд – Парний розряд                                         | Андреа Петкович 6–4, 1–0 ret.                        | Маріон Бартолі                     | Анабель Медіна Гаррігес Даніела Гантухова | Луціє Градецька Мір'яна Лучич-Бароні Надія Петрова Марія Кириленко           |
| 16 травня        | Internationaux de Strasbourg Страсбург, Франція WTA International $220,000 – ґрунт – 32S/32Q/16D Одиночний розряд – Парний розряд                                         | Акгуль Аманмурадова Чжуан Цзяжун 6–4, 5–7, [10–2]    | Наталі Грандін Владіміра Угліржова | Анабель Медіна Гаррігес Даніела Гантухова | Луціє Градецька Мір'яна Лучич-Бароні Надія Петрова Марія Кириленко           |
| 23 травня 30 May | Відкритий чемпіонат Франції Париж, Франція Великий шолом $10,676,582 – ґрунт 128S/96Q/64D/32X Одиночний розряд – Парний розряд – Змішаний парний розряд – Legends Doubles | Лі На 6–4, 7–6(7–0)                                  | Франческа Ск'явоне                 | Маріон Бартолі Марія Шарапова             | Світлана Кузнецова Анастасія Павлюченкова Вікторія Азаренко Андреа Петкович  |
| 23 травня 30 May | Відкритий чемпіонат Франції Париж, Франція Великий шолом $10,676,582 – ґрунт 128S/96Q/64D/32X Одиночний розряд – Парний розряд – Змішаний парний розряд – Legends Doubles | Андреа Главачкова Луціє Градецька 6–4, 6–3           | Саня Мірза Олена Весніна           | Маріон Бартолі Марія Шарапова             | Світлана Кузнецова Анастасія Павлюченкова Вікторія Азаренко Андреа Петкович  |
| 23 травня 30 May | Відкритий чемпіонат Франції Париж, Франція Великий шолом $10,676,582 – ґрунт 128S/96Q/64D/32X Одиночний розряд – Парний розряд – Змішаний парний розряд – Legends Doubles | Кейсі Деллаква Скотт Ліпскі 7–6(8–6), 4–6, [10–7]    | Катарина Среботнік Ненад Зімоньїч  | Маріон Бартолі Марія Шарапова             | Світлана Кузнецова Анастасія Павлюченкова Вікторія Азаренко Андреа Петкович  |

### Червень
| Тиждень             | Турнір | Чемпіонки                                                    | Фіналістки                         | Півфіналістки                     | Чвертьфіналістки                                                      |
| ------------------- | --- | ------------------------------------------------------------ | ---------------------------------- | --------------------------------- | --------------------------------------------------------------------- |
| 6 червня            | Aegon Classic Бірмінгем, Велика Британія WTA International $220,000 – Трава – 56S/32Q/16D Одиночний розряд – Парний розряд                                                                   | Сабіне Лісіцкі 6–3, 6–2                                      | Даніела Гантухова                  | Пен Шуай Ана Іванович             | Магдалена Рибарикова Марина Еракович Алісон Ріск Мір'яна Лучич-Бароні |
| 6 червня            | Aegon Classic Бірмінгем, Велика Британія WTA International $220,000 – Трава – 56S/32Q/16D Одиночний розряд – Парний розряд                                                                   | Ольга Говорцова Алла Кудрявцева 1–6, 6–1, [10–5]             | Сара Еррані Роберта Вінчі          | Пен Шуай Ана Іванович             | Магдалена Рибарикова Марина Еракович Алісон Ріск Мір'яна Лучич-Бароні |
| 6 червня            | e-Boks Sony Ericsson Open Копенгаген, Данія WTA International $220,000 – Хард(i) – 32S/32Q/16D Одиночний розряд – Парний розряд                                                              | Каролін Возняцкі 6–1, 6–4                                    | Луціє Шафарова                     | Мона Бартель Петра Мартич         | Альберта Бріанті Бетані Маттек-Сендс Чжан Шуай Альона Бондаренко      |
| 6 червня            | e-Boks Sony Ericsson Open Копенгаген, Данія WTA International $220,000 – Хард(i) – 32S/32Q/16D Одиночний розряд – Парний розряд                                                              | Юганна Ларссон Ясмін Вер 6–3, 6–3                            | Крістіна Младенович Катажина Пітер | Мона Бартель Петра Мартич         | Альберта Бріанті Бетані Маттек-Сендс Чжан Шуай Альона Бондаренко      |
| 13 червня           | Aegon International Істборн, Велика Британія WTA Premier $618,000 – Трава – 32S/32Q/16D Одиночний розряд – Парний розряд                                                                     | Маріон Бартолі 6–1, 4–6, 7–5                                 | Петра Квітова                      | Саманта Стосур Даніела Гантухова  | Віра Звонарьова Вікторія Азаренко Агнешка Радванська Вінус Вільямс    |
| 13 червня           | Aegon International Істборн, Велика Британія WTA Premier $618,000 – Трава – 32S/32Q/16D Одиночний розряд – Парний розряд                                                                     | Квета Пешке Катарина Среботнік 6–3, 6–0                      | Лізель Губер Ліза Реймонд          | Саманта Стосур Даніела Гантухова  | Віра Звонарьова Вікторія Азаренко Агнешка Радванська Вінус Вільямс    |
| 13 червня           | UNICEF Open 'с-Гертогенбос, Нідерланди WTA International $220,000 – Трава – 32S/16Q/16D Одиночний розряд – Парний розряд                                                                     | Роберта Вінчі 6–7(7–9), 6–3, 7–5                             | Єлена Докич                        | Роміна Опранді Домініка Цібулкова | Кіміко Дате Юганна Ларссон Яніна Вікмаєр Світлана Кузнецова           |
| 13 червня           | UNICEF Open 'с-Гертогенбос, Нідерланди WTA International $220,000 – Трава – 32S/16Q/16D Одиночний розряд – Парний розряд                                                                     | Барбора Заглавова-Стрицова Клара Закопалова 1–6, 6–4, [10–7] | Домініка Цібулкова Флавія Пеннетта | Роміна Опранді Домініка Цібулкова | Кіміко Дате Юганна Ларссон Яніна Вікмаєр Світлана Кузнецова           |
| 20 червня 27 червня | Вімблдон Championships London, Велика Британія Великий шолом $10,141,303 – Трава 128S/96Q/64D/16Q/48X Одиночний розряд – Парний розряд – Змішаний парний розряд – Ladies' Invitation Doubles | Петра Квітова 6–3, 6–4                                       | Марія Шарапова                     | Сабіне Лісіцкі Вікторія Азаренко  | Домініка Цібулкова Маріон Бартолі Таміра Пашек Цветана Піронкова      |
| 20 червня 27 червня | Вімблдон Championships London, Велика Британія Великий шолом $10,141,303 – Трава 128S/96Q/64D/16Q/48X Одиночний розряд – Парний розряд – Змішаний парний розряд – Ladies' Invitation Doubles | Квета Пешке Катарина Среботнік 6–3, 6–1                      | Сабіне Лісіцкі Саманта Стосур      | Сабіне Лісіцкі Вікторія Азаренко  | Домініка Цібулкова Маріон Бартолі Таміра Пашек Цветана Піронкова      |
| 20 червня 27 червня | Вімблдон Championships London, Велика Британія Великий шолом $10,141,303 – Трава 128S/96Q/64D/16Q/48X Одиночний розряд – Парний розряд – Змішаний парний розряд – Ladies' Invitation Doubles | Юрген Мельцер Івета Бенешова 6–3, 6–2                        | Магеш Бгупаті Олена Весніна        | Сабіне Лісіцкі Вікторія Азаренко  | Домініка Цібулкова Маріон Бартолі Таміра Пашек Цветана Піронкова      |

### Липень
| Тиждень  | Турнір | Чемпіонки                                                | Фіналістки                                   | Півфіналістки                              | Чвертьфіналістки                                                                      |
| -------- | --- | -------------------------------------------------------- | -------------------------------------------- | ------------------------------------------ | ------------------------------------------------------------------------------------- |
| 4 липня  | Poli-Farbe Budapest Grand Prix Будапешт, Hungary WTA International $220,000 – ґрунт – 32S/32Q/16D Одиночний розряд – Парний розряд    | Роберта Вінчі 6–4, 1–6, 6–4                              | Ірина-Камелія Бегу                           | Клара Закопалова Анабель Медіна Гаррігес   | Зузана Кучова Катерина Бондаренко Естрелья Кабеса Кандела Сара Еррані                 |
| 4 липня  | Poli-Farbe Budapest Grand Prix Будапешт, Hungary WTA International $220,000 – ґрунт – 32S/32Q/16D Одиночний розряд – Парний розряд    | Анабель Медіна Гаррігес Аліція Росольська 6–2, 6–2       | Наталі Грандін Владіміра Угліржова           | Клара Закопалова Анабель Медіна Гаррігес   | Зузана Кучова Катерина Бондаренко Естрелья Кабеса Кандела Сара Еррані                 |
| 4 липня  | Collector Swedish Open Бостад, Швеція WTA International $220,000 – ґрунт – 32S/32Q/16D Одиночний розряд – Парний розряд               | Полона Герцог 6–4, 7–5                                   | Юганна Ларссон                               | Софія Арвідссон Барбора Заглавова-Стрицова | Марія Хосе Мартінес Санчес Лурдес Домінгес Ліно Долонц Весна Ратківна Флавія Пеннетта |
| 4 липня  | Collector Swedish Open Бостад, Швеція WTA International $220,000 – ґрунт – 32S/32Q/16D Одиночний розряд – Парний розряд               | Лурдес Домінгес Ліно Марія Хосе Мартінес Санчес 6–3, 6–3 | Нурія Льягостера Вівес Аранча Парра Сантонха | Софія Арвідссон Барбора Заглавова-Стрицова | Марія Хосе Мартінес Санчес Лурдес Домінгес Ліно Долонц Весна Ратківна Флавія Пеннетта |
| 11 липня | Internazionali Femminili di Palermo Palermo, Італія WTA International $220,000 – ґрунт – 32S/32Q/16D Одиночний розряд – Парний розряд | Анабель Медіна Гаррігес 6–3, 6–2                         | Полона Герцог                                | Флавія Пеннетта Петра Цетковська           | Цветана Піронкова Клара Закопалова Сара Еррані Ірина-Камелія Бегу                     |
| 11 липня | Internazionali Femminili di Palermo Palermo, Італія WTA International $220,000 – ґрунт – 32S/32Q/16D Одиночний розряд – Парний розряд | Сара Еррані Роберта Вінчі 7–5, 6–1                       | Андреа Главачкова Клара Закопалова           | Флавія Пеннетта Петра Цетковська           | Цветана Піронкова Клара Закопалова Сара Еррані Ірина-Камелія Бегу                     |
| 11 липня | Gastein Ladies Bad Gastein, Австрія WTA International $220,000 – ґрунт – 32S/32Q/16D Одиночний розряд – Парний розряд                 | Марія Хосе Мартінес Санчес 6–0, 7–5                      | Патріція Майр-Ахлайтнер                      | Ксенія Первак Катерина Бондаренко          | Лаура Поус-Тіо Дія Евтімова Івонн Мойсбургер Карла Суарес Наварро                     |
| 11 липня | Gastein Ladies Bad Gastein, Австрія WTA International $220,000 – ґрунт – 32S/32Q/16D Одиночний розряд – Парний розряд                 | Ева Бірнерова Луціє Градецька 4–6, 6–2, [12–10]          | Ярміла Ґайдошова Юлія Гергес                 | Ксенія Первак Катерина Бондаренко          | Лаура Поус-Тіо Дія Евтімова Івонн Мойсбургер Карла Суарес Наварро                     |
| 18 липня | Baku Cup Баку, Азербайджан WTA International $220,000 – Хард – 32S/32Q/16D Одиночний розряд – Парний розряд                           | Віра Звонарьова 6–1, 6–4                                 | Ксенія Первак                                | Марія Коритцева Галина Воскобоєва          | Анна Татішвілі Катерина Бондаренко Араван Резаї Анастасія Павлюченкова                |
| 18 липня | Baku Cup Баку, Азербайджан WTA International $220,000 – Хард – 32S/32Q/16D Одиночний розряд – Парний розряд                           | Марія Коритцева Тетяна Пучек 6–3, 2–6, [10–8]            | Моніка Нікулеску Галина Воскобоєва           | Марія Коритцева Галина Воскобоєва          | Анна Татішвілі Катерина Бондаренко Араван Резаї Анастасія Павлюченкова                |
| 25 липня | Bank of the West Classic Стенфорд , США WTA Premier $721,000 – Хард – 28S/32Q/16D Одиночний розряд – Парний розряд                    | Серена Вільямс 7–5, 6–1                                  | Маріон Бартолі                               | Домініка Цібулкова Сабіне Лісіцкі          | Марина Еракович Моріта Аюмі Агнешка Радванська Марія Шарапова                         |
| 25 липня | Bank of the West Classic Стенфорд , США WTA Premier $721,000 – Хард – 28S/32Q/16D Одиночний розряд – Парний розряд                    | Вікторія Азаренко Марія Кириленко 6–1, 6–3               | Лізель Губер Ліза Реймонд                    | Домініка Цібулкова Сабіне Лісіцкі          | Марина Еракович Моріта Аюмі Агнешка Радванська Марія Шарапова                         |
| 25 липня | Citi Open Вашингтон, США WTA International $220,000 – Хард – 32S/32Q/16D Одиночний розряд – Парний розряд                             | Надія Петрова 7–5, 6–2                                   | Шахар Пеєр                                   | Таміра Пашек Ірина Фалконі                 | Альберта Бріанті Стефані Дюбуа Віржіні Раззано Бояна Йовановські                      |
| 25 липня | Citi Open Вашингтон, США WTA International $220,000 – Хард – 32S/32Q/16D Одиночний розряд – Парний розряд                             | Саня Мірза Ярослава Шведова 6–3, 6–3                     | Ольга Говорцова Алла Кудрявцева              | Таміра Пашек Ірина Фалконі                 | Альберта Бріанті Стефані Дюбуа Віржіні Раззано Бояна Йовановські                      |

### Серпень
| Тиждень             | Турнір | Чемпіонки                                         | Фіналістки                         | Півфіналістки                        | Чвертьфіналістки                                                               |
| ------------------- | --- | ------------------------------------------------- | ---------------------------------- | ------------------------------------ | ------------------------------------------------------------------------------ |
| 1 серпня            | Mercury Insurance Open San Diego, США WTA Premier $721,000 – Хард – 56S/32Q/16D Одиночний розряд – Парний розряд                                   | Агнешка Радванська 6–3, 6–4                       | Віра Звонарьова                    | Ана Іванович Андреа Петкович         | Сабіне Лісіцкі Пен Шуай Даніела Гантухова Слоун Стівенс                        |
| 1 серпня            | Mercury Insurance Open San Diego, США WTA Premier $721,000 – Хард – 56S/32Q/16D Одиночний розряд – Парний розряд                                   | Квета Пешке Катарина Среботнік 6–0, 6–2           | Ракель Копс-Джонс Абігейл Спірс    | Ана Іванович Андреа Петкович         | Сабіне Лісіцкі Пен Шуай Даніела Гантухова Слоун Стівенс                        |
| 8 серпня            | Rogers Cup Toronto, Канада WTA Premier 5 $2,050,000 – Хард – 56S/64Q/28D Одиночний розряд – Парний розряд                                          | Серена Вільямс 6–4, 6–2                           | Саманта Стосур                     | Агнешка Радванська Вікторія Азаренко | Роберта Вінчі Андреа Петкович Галина Воскобоєва Луціє Шафарова                 |
| 8 серпня            | Rogers Cup Toronto, Канада WTA Premier 5 $2,050,000 – Хард – 56S/64Q/28D Одиночний розряд – Парний розряд                                          | Лізель Губер Ліза Реймонд walkover                | Вікторія Азаренко Марія Кириленко  | Агнешка Радванська Вікторія Азаренко | Роберта Вінчі Андреа Петкович Галина Воскобоєва Луціє Шафарова                 |
| 15 серпня           | Western & Southern Open Мейсон (Огайо), США WTA Premier 5 $2,050,000 – Хард – 56S/48Q/28D Одиночний розряд – Парний розряд                         | Марія Шарапова 4–6, 7–6(7–3), 6–3                 | Єлена Янкович                      | Андреа Петкович Віра Звонарьова      | Надія Петрова Пен Шуай Саманта Стосур Даніела Гантухова                        |
| 15 серпня           | Western & Southern Open Мейсон (Огайо), США WTA Premier 5 $2,050,000 – Хард – 56S/48Q/28D Одиночний розряд – Парний розряд                         | Ваня Кінґ Ярослава Шведова 6–4, 3–6, [11–9]       | Наталі Грандін Владіміра Угліржова | Андреа Петкович Віра Звонарьова      | Надія Петрова Пен Шуай Саманта Стосур Даніела Гантухова                        |
| 22 серпня           | New Haven Open at Yale Нью-Гейвен, США WTA Premier $618,000 – Хард – 28S/32Q/16D Одиночний розряд – Парний розряд                                  | Каролін Возняцкі 6–4, 6–1                         | Петра Цетковська                   | Франческа Ск'явоне Лі На             | Крістіна Макгейл Анабель Медіна Гаррігес Маріон Бартолі Анастасія Павлюченкова |
| 22 серпня           | New Haven Open at Yale Нью-Гейвен, США WTA Premier $618,000 – Хард – 28S/32Q/16D Одиночний розряд – Парний розряд                                  | Чжуан Цзяжун Ольга Говорцова 7–5, 6–2             | Сара Еррані Роберта Вінчі          | Франческа Ск'явоне Лі На             | Крістіна Макгейл Анабель Медіна Гаррігес Маріон Бартолі Анастасія Павлюченкова |
| 22 серпня           | Texas Tennis Open Dallas, США WTA International $220,000 – Хард – 32S/32Q/16D Одиночний розряд – Парний розряд                                     | Сабіне Лісіцкі 6–2, 6–1                           | Араван Резаї                       | Анджелік Кербер Ірина-Камелія Бегу   | Юганна Ларссон Олена Балтача Анастасія Севастова Катерина Бондаренко           |
| 22 серпня           | Texas Tennis Open Dallas, США WTA International $220,000 – Хард – 32S/32Q/16D Одиночний розряд – Парний розряд                                     | Альберта Бріанті Сорана Кирстя 7–5, 6–3           | Алізе Корне Полін Пармантьє        | Анджелік Кербер Ірина-Камелія Бегу   | Юганна Ларссон Олена Балтача Анастасія Севастова Катерина Бондаренко           |
| 29 серпня 5 вересня | Відкритий чемпіонат США Нью-Йорк, США Великий шолом $10,768,000 – Хард 128S/128Q/64D/32X Одиночний розряд – Парний розряд – Змішаний парний розряд | Саманта Стосур 6–2, 6–3                           | Серена Вільямс                     | Каролін Возняцкі Анджелік Кербер     | Андреа Петкович Анастасія Павлюченкова Флавія Пеннетта Віра Звонарьова         |
| 29 серпня 5 вересня | Відкритий чемпіонат США Нью-Йорк, США Великий шолом $10,768,000 – Хард 128S/128Q/64D/32X Одиночний розряд – Парний розряд – Змішаний парний розряд | Лізель Губер Ліза Реймонд 4–6, 7–6(7–5), 7–6(7–3) | Ваня Кінґ Ярослава Шведова         | Каролін Возняцкі Анджелік Кербер     | Андреа Петкович Анастасія Павлюченкова Флавія Пеннетта Віра Звонарьова         |
| 29 серпня 5 вересня | Відкритий чемпіонат США Нью-Йорк, США Великий шолом $10,768,000 – Хард 128S/128Q/64D/32X Одиночний розряд – Парний розряд – Змішаний парний розряд | Мелані Уден Джек Сок 7–6(7–4), 4–6, [10–8]        | Хісела Дулко Едуардо Шванк         | Каролін Возняцкі Анджелік Кербер     | Андреа Петкович Анастасія Павлюченкова Флавія Пеннетта Віра Звонарьова         |

### Вересень
| Тиждень    | Турнір | Чемпіонки                                        | Фіналістки                      | Півфіналістки                     | Чвертьфіналістки                                                 |
| ---------- | --- | ------------------------------------------------ | ------------------------------- | --------------------------------- | ---------------------------------------------------------------- |
| 12 вересня | Tashkent Open Ташкент, Узбекистан WTA International $220,000 – Хард – 32S/32Q/16D Одиночний розряд – Парний розряд                    | Ксенія Первак 6–3, 6–1                           | Ева Бірнерова                   | Уршуля Радванська Алла Кудрявцева | Вікторія Ларр'єр Елені Даніліду Валерія Савіних Сорана Кирстя    |
| 12 вересня | Tashkent Open Ташкент, Узбекистан WTA International $220,000 – Хард – 32S/32Q/16D Одиночний розряд – Парний розряд                    | Елені Даніліду Віталія Дяченко 6–4, 6–3          | Людмила Кіченок Надія Кіченок   | Уршуля Радванська Алла Кудрявцева | Вікторія Ларр'єр Елені Даніліду Валерія Савіних Сорана Кирстя    |
| 12 вересня | Bell Challenge Квебек, Канада WTA International $220,000 – Килим (i) – 32S/32Q/16D Одиночний розряд – Парний розряд                   | Барбора Заглавова-Стрицова 4–6, 6–1, 6–0         | Марина Еракович                 | Таміра Пашек Міхаелла Крайчек     | Даніела Гантухова Гезер Вотсон Ребекка Маріно Андреа Главачкова  |
| 12 вересня | Bell Challenge Квебек, Канада WTA International $220,000 – Килим (i) – 32S/32Q/16D Одиночний розряд – Парний розряд                   | Ракель Копс-Джонс Абігейл Спірс 6–1, 3–6, [10–6] | Джеймі Гемптон Анна Татішвілі   | Таміра Пашек Міхаелла Крайчек     | Даніела Гантухова Гезер Вотсон Ребекка Маріно Андреа Главачкова  |
| 19 вересня | Hansol Korea Open Сеул, Південна Корея WTA International $220,000 – Хард – 32S/32Q/16D Одиночний розряд – Парний розряд               | Марія Хосе Мартінес Санчес 7–6(7–0), 7–6(7–2)    | Галина Воскобоєва               | Полона Герцог Клара Закопалова    | Віра Душевіна Домініка Цібулкова Юлія Гергес Ваня Кінґ           |
| 19 вересня | Hansol Korea Open Сеул, Південна Корея WTA International $220,000 – Хард – 32S/32Q/16D Одиночний розряд – Парний розряд               | Наталі Грандін Владіміра Угліржова 7–6(7–5), 6–4 | Віра Душевіна Галина Воскобоєва | Полона Герцог Клара Закопалова    | Віра Душевіна Домініка Цібулкова Юлія Гергес Ваня Кінґ           |
| 19 вересня | Guangzhou International Women's Open Гуанчжоу, Китай WTA International $220,000 – Хард – 32S/32Q/16D Одиночний розряд – Парний розряд | Шанелль Схеперс 6–2, 6–2                         | Магдалена Рибарикова            | Марія Кириленко Чжен Цзє          | Тетяна Лужанська Уршуля Радванська Петра Мартич Ярміла Ґайдошова |
| 19 вересня | Guangzhou International Women's Open Гуанчжоу, Китай WTA International $220,000 – Хард – 32S/32Q/16D Одиночний розряд – Парний розряд | Сє Шувей Чжен Сайсай 6–2, 6–1                    | Чжань Цзіньвей Хань Сіньюнь     | Марія Кириленко Чжен Цзє          | Тетяна Лужанська Уршуля Радванська Петра Мартич Ярміла Ґайдошова |
| 26 вересня | Toray Pan Pacific Open Токіо, Японія WTA Premier 5 $2,050,000 – Хард – 56S/32Q/16D Одиночний розряд – Парний розряд                   | Агнешка Радванська 6–3, 6–2                      | Віра Звонарьова                 | Вікторія Азаренко Петра Квітова   | Кая Канепі Маріон Бартолі Марія Кириленко Марія Шарапова         |
| 26 вересня | Toray Pan Pacific Open Токіо, Японія WTA Premier 5 $2,050,000 – Хард – 56S/32Q/16D Одиночний розряд – Парний розряд                   | Лізель Губер Ліза Реймонд 7–6(7–4), 0–6, [10–6]  | Хісела Дулко Флавія Пеннетта    | Вікторія Азаренко Петра Квітова   | Кая Канепі Маріон Бартолі Марія Кириленко Марія Шарапова         |

### Жовтень
| Тиждень   | Турнір | Чемпіонки                                          | Фіналістки                            | Півфіналістки                    | Чвертьфіналістки                                                                                              |
| --------- | --- | -------------------------------------------------- | ------------------------------------- | -------------------------------- | --- |
| 3 жовтня  | China Open Beijing, Китай WTA Premier Mandatory $4,500,000 – Хард – 60S/32Q/28D Одиночний розряд – Парний розряд                   | Агнешка Радванська 7–5, 0–6, 6–4                   | Андреа Петкович                       | Флавія Пеннетта Моніка Нікулеску | Каролін Возняцкі Ана Іванович Марія Кириленко Анастасія Павлюченкова                                          |
| 3 жовтня  | China Open Beijing, Китай WTA Premier Mandatory $4,500,000 – Хард – 60S/32Q/28D Одиночний розряд – Парний розряд                   | Квета Пешке Катарина Среботнік 6–3, 6–4            | Хісела Дулко Флавія Пеннетта          | Флавія Пеннетта Моніка Нікулеску | Каролін Возняцкі Ана Іванович Марія Кириленко Анастасія Павлюченкова                                          |
| 10 жовтня | Generali Ladies Linz Лінц, Австрія WTA International $220,000 – Хард (п) – 32S/32Q/16D Одиночний розряд – Парний розряд            | Петра Квітова 6–4, 6–1                             | Домініка Цібулкова                    | Єлена Янкович Луціє Шафарова     | Даніела Гантухова Євгенія Родіна Сорана Кирстя Анастасія Родіонова                                            |
| 10 жовтня | Generali Ladies Linz Лінц, Австрія WTA International $220,000 – Хард (п) – 32S/32Q/16D Одиночний розряд – Парний розряд            | Марина Еракович Олена Весніна 7–5, 6–1             | Юлія Гергес Анна-Лена Гренефельд      | Єлена Янкович Луціє Шафарова     | Даніела Гантухова Євгенія Родіна Сорана Кирстя Анастасія Родіонова                                            |
| 10 жовтня | HP Open Осака, Японія WTA International $220,000 – Хард – 32S/32Q/16D Одиночний розряд – Парний розряд                             | Маріон Бартолі 6–3, 6–1                            | Саманта Стосур                        | Чжен Цзє Анджелік Кербер         | Шанелль Схеперс Петра Цетковська Тамарін Танасугарн Моріта Аюмі                                               |
| 10 жовтня | HP Open Осака, Японія WTA International $220,000 – Хард – 32S/32Q/16D Одиночний розряд – Парний розряд                             | Кіміко Дате Чжан Шуай 7–5, 3–6, [11–9]             | Ваня Кінґ Ярослава Шведова            | Чжен Цзє Анджелік Кербер         | Шанелль Схеперс Петра Цетковська Тамарін Танасугарн Моріта Аюмі                                               |
| 17 жовтня | Кубок Кремля Москва, Росія WTA Premier $721,000 – Хард (п) – 28S/32Q/16D Одиночний розряд – Парний розряд                          | Домініка Цібулкова 3–6, 7–6(7–1), 7–5              | Кая Канепі                            | Олена Весніна Луціє Шафарова     | Віра Звонарьова Маріон Бартолі Світлана Кузнецова Віра Душевіна                                               |
| 17 жовтня | Кубок Кремля Москва, Росія WTA Premier $721,000 – Хард (п) – 28S/32Q/16D Одиночний розряд – Парний розряд                          | Ваня Кінґ Ярослава Шведова 7–6(7–3), 6–3           | Анастасія Родіонова Галина Воскобоєва | Олена Весніна Луціє Шафарова     | Віра Звонарьова Маріон Бартолі Світлана Кузнецова Віра Душевіна                                               |
| 17 жовтня | BGL Luxembourg Open Люксембург, Люксембург WTA International $220,000 – Хард (п) – 32S/32Q/16D Одиночний розряд – Парний розряд    | Вікторія Азаренко 6–2, 6–2                         | Моніка Нікулеску                      | Юлія Гергес Енн Кеотавонг        | Івета Бенешова Анастасія Севастова Луціє Градецька Бібіана Схофс                                              |
| 17 жовтня | BGL Luxembourg Open Люксембург, Люксембург WTA International $220,000 – Хард (п) – 32S/32Q/16D Одиночний розряд – Парний розряд    | Івета Бенешова Барбора Заглавова-Стрицова 7–5, 6–3 | Луціє Градецька Катерина Макарова     | Юлія Гергес Енн Кеотавонг        | Івета Бенешова Анастасія Севастова Луціє Градецька Бібіана Схофс                                              |
| 24 жовтня | Чемпіонат Туру WTA Стамбул, Туреччина Чемпіонат закінчення року $4,900,000 – Хард(i) – 8S (RR)/4D Одиночний розряд – Парний розряд | Петра Квітова 7–5, 4–6, 6–3                        | Вікторія Азаренко                     | Саманта Стосур Віра Звонарьова   | Круговий турнір Red Group Каролін Возняцкі Агнешка Радванська White Group Марія Шарапова Лі На Маріон Бартолі |
| 24 жовтня | Чемпіонат Туру WTA Стамбул, Туреччина Чемпіонат закінчення року $4,900,000 – Хард(i) – 8S (RR)/4D Одиночний розряд – Парний розряд | Лізель Губер Ліза Реймонд 6–4, 6–4                 | Квета Пешке Катарина Среботнік        | Саманта Стосур Віра Звонарьова   | Круговий турнір Red Group Каролін Возняцкі Агнешка Радванська White Group Марія Шарапова Лі На Маріон Бартолі |
| 31 жовтня | Commonwealth Bank Tournament of Champions Bali, Індонезія Чемпіонат закінчення року $600,000 – Хард(i) – 8S Одиночний розряд       | Ана Іванович 6–3, 6–0                              | Анабель Медіна Гаррігес               | Сабіне Лісіцкі Надія Петрова     | Маріон Бартолі Даніела Гантухова Роберта Вінчі Пен Шуай                                                       |
| 31 жовтня | Fed Cup by BNP Paribas: Final Москва, Росія, Хард (п)                                                                              | Чехія · 3–2                                        | Росія                                 |                                  | |

## Статистична інформація
Ці таблиці показують кількість виграних турнірів кожною окремою гравчинею та представницями різних країн. Враховані одиночні (S), парні (D) та змішані (X) титули на турнірах усіх рівнів: Великий шолом, чемпіонати закінчення сезону (Чемпіонат Туру WTA і Турнір Чемпіонок), Турніри WTA Premier (Premier Mandatory, Premier 5 і звичайні Premier), а також Турніри WTA International.
Гравчинь і країни розподілено за такими показниками:
1. Загальна кількість титулів (титул в парному розряді, виграний двома тенісистками, які представляють одну й ту саму країну, зараховано як  лише один виграш для країни);
2. Найбільша кількість турнірів вищої категорії (наприклад, наявність одного титулу Великого шолома дає перевагу над будь-якою комбінацією турнірів без такого досягнення);
3. Ієрархія розрядів: одиночний > парний > змішаний;
4. Алфавітний порядок (для гравчинь за прізвищем).

### Легенда
| Турніри Великого шолома      |
| Чемпіонати закінчення сезону |
| WTA Premier Mandatory        |
| WTA Premier 5                |
| WTA Premier                  |
| WTA International            |
| WTA International            |

### Титули окремих гравчинь
| Загалом | Гравчиня                         | S | D | X | S | D | S | D | S | D | S | D | S | D | S | D | X |
| ------- | -------------------------------- | - | - | - | - | - | - | - | - | - | - | - | - | - | - | - | - |
| 7       | Катарина Среботнік (SLO)         |   | ● | ● |   |   |   | ● |   |   |   | ● |   | ● | 0 | 6 | 1 |
| 6       | Петра Квітова (CZE)              | ● |   |   | ● |   | ● |   |   |   | ● |   | ● |   | 6 | 0 | 0 |
| 6       | Квета Пешке (CZE)                |   | ● |   |   |   |   | ● |   |   |   | ● |   | ● | 0 | 6 | 0 |
| 6       | Каролін Возняцкі (DEN)           |   |   |   |   |   | ● |   | ● |   | ● |   | ● |   | 6 | 0 | 0 |
| 6       | Барбора Заглавова-Стрицова (CZE) |   |   |   |   |   |   |   |   |   |   | ● | ● | ● | 1 | 5 | 0 |
| 6       | Роберта Вінчі (ITA)              |   |   |   |   |   |   |   |   |   |   |   | ● | ● | 3 | 3 | 0 |
| 5       | Лізель Губер (USA)               |   | ● |   |   | ● |   |   |   | ● |   |   |   |   | 0 | 5 | 0 |
| 5       | Івета Бенешова (CZE)             |   |   | ● |   |   |   |   |   |   |   | ● |   | ● | 0 | 4 | 1 |
| 5       | Вікторія Азаренко (BLR)          |   |   |   |   |   | ● | ● |   |   |   | ● | ● |   | 3 | 2 | 0 |
| 4       | Ліза Реймонд (USA)               |   | ● |   |   | ● |   |   |   | ● |   |   |   |   | 0 | 4 | 0 |
| 4       | Агнешка Радванська (POL)         |   |   |   |   |   | ● | ● | ● |   | ● |   |   |   | 3 | 1 | 0 |
| 4       | Анабель Медіна Гаррігес (ESP)    |   |   |   |   |   |   |   |   |   |   |   | ● | ● | 2 | 2 | 0 |
| 3       | Андреа Главачкова (CZE)          |   | ● |   |   |   |   |   |   |   |   | ● |   | ● | 0 | 3 | 0 |
| 3       | Саня Мірза (IND)                 |   |   |   |   |   |   | ● |   |   |   | ● |   | ● | 0 | 3 | 0 |
| 3       | Олена Весніна (RUS)              |   |   |   |   |   |   | ● |   |   |   | ● |   | ● | 0 | 3 | 0 |
| 3       | Ярослава Шведова (KAZ)           |   |   |   |   |   |   |   |   | ● |   | ● |   | ● | 0 | 3 | 0 |
| 3       | Марія Хосе Мартінес Санчес (ESP) |   |   |   |   |   |   |   |   | ● |   |   | ● | ● | 1 | 2 | 0 |
| 3       | Сабіне Лісіцкі (GER)             |   |   |   |   |   |   |   |   |   |   | ● | ● |   | 2 | 1 | 0 |
| 3       | Ольга Говорцова (BLR)            |   |   |   |   |   |   |   |   |   |   | ● |   | ● | 0 | 3 | 0 |
| 3       | Галина Воскобоєва (KAZ)          |   |   |   |   |   |   |   |   |   |   | ● |   | ● | 0 | 3 | 0 |
| 3       | Сара Еррані (ITA)                |   |   |   |   |   |   |   |   |   |   |   |   | ● | 0 | 3 | 0 |
| 2       | Лі На (CHN)                      | ● |   |   |   |   |   |   |   |   | ● |   |   |   | 2 | 0 | 0 |
| 2       | Саманта Стосур (AUS)             | ● |   |   |   |   |   |   |   |   |   | ● |   |   | 1 | 1 | 0 |
| 2       | Хісела Дулко (ARG)               |   | ● |   |   |   |   |   |   |   |   |   | ● |   | 1 | 1 | 0 |
| 2       | Луціє Градецька (CZE)            |   | ● |   |   |   |   |   |   |   |   |   |   | ● | 0 | 2 | 0 |
| 2       | Марія Шарапова (RUS)             |   |   |   |   |   |   |   | ● |   |   |   |   |   | 2 | 0 | 0 |
| 2       | Серена Вільямс (USA)             |   |   |   |   |   |   |   | ● |   | ● |   |   |   | 2 | 0 | 0 |
| 2       | Ваня Кінґ (USA)                  |   |   |   |   |   |   |   |   | ● |   | ● |   |   | 0 | 2 | 0 |
| 2       | Марія Кириленко (RUS)            |   |   |   |   |   |   | ● |   |   |   | ● |   |   | 0 | 2 | 0 |
| 2       | Даніела Гантухова (SVK)          |   |   |   |   |   |   | ● |   |   |   |   | ● |   | 1 | 1 | 0 |
| 2       | Маріон Бартолі (FRA)             |   |   |   |   |   |   |   |   |   | ● |   | ● |   | 2 | 0 | 0 |
| 2       | Віра Звонарьова (RUS)            |   |   |   |   |   |   |   |   |   | ● |   | ● |   | 2 | 0 | 0 |
| 2       | Чжуан Цзяжун (TPE)               |   |   |   |   |   |   |   |   |   |   | ● |   | ● | 0 | 2 | 0 |
| 2       | Альберта Бріанті (ITA)           |   |   |   |   |   |   |   |   |   |   |   | ● | ● | 1 | 1 | 0 |
| 2       | Лурдес Домінгес Ліно (ESP)       |   |   |   |   |   |   |   |   |   |   |   | ● | ● | 1 | 1 | 0 |
| 2       | Анастасія Павлюченкова (RUS)     |   |   |   |   |   |   |   |   |   |   |   | ● | ● | 1 | 1 | 0 |
| 2       | Марія Коритцева (UKR)            |   |   |   |   |   |   |   |   |   |   |   |   | ● | 0 | 2 | 0 |
| 2       | Алла Кудрявцева (RUS)            |   |   |   |   |   |   |   |   |   |   |   |   | ● | 0 | 2 | 0 |
| 1       | Кім Клейстерс (BEL)              | ● |   |   |   |   |   |   |   |   |   |   |   |   | 1 | 0 | 0 |
| 1       | Флавія Пеннетта (ITA)            |   | ● |   |   |   |   |   |   |   |   |   |   |   | 0 | 1 | 0 |
| 1       | Кейсі Деллаква (AUS)             |   |   | ● |   |   |   |   |   |   |   |   |   |   | 0 | 0 | 1 |
| 1       | Мелані Уден (USA)                |   |   | ● |   |   |   |   |   |   |   |   |   |   | 0 | 0 | 1 |
| 1       | Ана Іванович (SRB)               |   |   |   | ● |   |   |   |   |   |   |   |   |   | 1 | 0 | 0 |
| 1       | Пен Шуай (CHN)                   |   |   |   |   |   |   |   |   | ● |   |   |   |   | 0 | 1 | 0 |
| 1       | Чжен Цзє (CHN)                   |   |   |   |   |   |   |   |   | ● |   |   |   |   | 0 | 1 | 0 |
| 1       | Домініка Цібулкова (SVK)         |   |   |   |   |   |   |   |   |   | ● |   |   |   | 1 | 0 | 0 |
| 1       | Юлія Гергес (GER)                |   |   |   |   |   |   |   |   |   | ● |   |   |   | 1 | 0 | 0 |
| 1       | Бетані Маттек-Сендс (USA)        |   |   |   |   |   |   |   |   |   |   | ● |   |   | 0 | 1 | 0 |
| 1       | Меган Шонессі (USA)              |   |   |   |   |   |   |   |   |   |   | ● |   |   | 0 | 1 | 0 |
| 1       | Грета Арн (HUN)                  |   |   |   |   |   |   |   |   |   |   |   | ● |   | 1 | 0 | 0 |
| 1       | Єлена Докич (AUS)                |   |   |   |   |   |   |   |   |   |   |   | ● |   | 1 | 0 | 0 |
| 1       | Ярміла Ґайдошова (AUS)           |   |   |   |   |   |   |   |   |   |   |   | ● |   | 1 | 0 | 0 |
| 1       | Полона Герцог (SLO)              |   |   |   |   |   |   |   |   |   |   |   | ● |   | 1 | 0 | 0 |
| 1       | Ксенія Первак (RUS)              |   |   |   |   |   |   |   |   |   |   |   | ● |   | 1 | 0 | 0 |
| 1       | Андреа Петкович (GER)            |   |   |   |   |   |   |   |   |   |   |   | ● |   | 1 | 0 | 0 |
| 1       | Надія Петрова (RUS)              |   |   |   |   |   |   |   |   |   |   |   | ● |   | 1 | 0 | 0 |
| 1       | Магдалена Рибарикова (SVK)       |   |   |   |   |   |   |   |   |   |   |   | ● |   | 1 | 0 | 0 |
| 1       | Шанелль Схеперс (RSA)            |   |   |   |   |   |   |   |   |   |   |   | ● |   | 1 | 0 | 0 |
| 1       | Акгуль Аманмурадова (UZB)        |   |   |   |   |   |   |   |   |   |   |   |   | ● | 0 | 1 | 0 |
| 1       | Ева Бірнерова (CZE)              |   |   |   |   |   |   |   |   |   |   |   |   | ● | 0 | 1 | 0 |
| 1       | Сорана Кирстя (ROM)              |   |   |   |   |   |   |   |   |   |   |   |   | ● | 0 | 1 | 0 |
| 1       | Елені Даніліду (GRE)             |   |   |   |   |   |   |   |   |   |   |   |   | ● | 0 | 1 | 0 |
| 1       | Кіміко Дате (JPN)                |   |   |   |   |   |   |   |   |   |   |   |   | ● | 0 | 1 | 0 |
| 1       | Віталія Дяченко (RUS)            |   |   |   |   |   |   |   |   |   |   |   |   | ● | 0 | 1 | 0 |
| 1       | Марина Еракович (NZL)            |   |   |   |   |   |   |   |   |   |   |   |   | ● | 0 | 1 | 0 |
| 1       | Едіна Галловіц-Халл (ROM)        |   |   |   |   |   |   |   |   |   |   |   |   | ● | 0 | 1 | 0 |
| 1       | Юганна Ларссон (SWE)             |   |   |   |   |   |   |   |   |   |   |   |   | ● | 0 | 1 | 0 |
| 1       | Нурія Льягостера Вівес (ESP)     |   |   |   |   |   |   |   |   |   |   |   |   | ● | 0 | 1 | 0 |
| 1       | Іоана Ралука Олару (ROM)         |   |   |   |   |   |   |   |   |   |   |   |   | ● | 0 | 1 | 0 |
| 1       | Аранча Парра Сантонха (ESP)      |   |   |   |   |   |   |   |   |   |   |   |   | ● | 0 | 1 | 0 |
| 1       | Тетяна Пучек (BLR)               |   |   |   |   |   |   |   |   |   |   |   |   | ● | 0 | 1 | 0 |
| 1       | Аліція Росольська (POL)          |   |   |   |   |   |   |   |   |   |   |   |   | ● | 0 | 1 | 0 |
| 1       | Дінара Сафіна (RUS)              |   |   |   |   |   |   |   |   |   |   |   |   | ● | 0 | 1 | 0 |
| 1       | Владіміра Угліржова (CZE)        |   |   |   |   |   |   |   |   |   |   |   |   | ● | 0 | 1 | 0 |
| 1       | Рената Ворачова (CZE)            |   |   |   |   |   |   |   |   |   |   |   |   | ● | 0 | 1 | 0 |
| 1       | Ясмін Вер (GER)                  |   |   |   |   |   |   |   |   |   |   |   |   | ● | 0 | 1 | 0 |
| 1       | Клара Закопалова (CZE)           |   |   |   |   |   |   |   |   |   |   |   |   | ● | 0 | 1 | 0 |
| 1       | Чжан Шуай (CHN)                  |   |   |   |   |   |   |   |   |   |   |   |   | ● | 0 | 1 | 0 |
| 1       | Чжен Сайсай (CHN)                |   |   |   |   |   |   |   |   |   |   |   |   | ● | 0 | 1 | 0 |

### Титули за країнами
| Загалом | Країна                  | S | D | X | S | D | S | D | S | D | S | D | S | D | S | D  | X |
| ------- | ----------------------- | - | - | - | - | - | - | - | - | - | - | - | - | - | - | -- | - |
| 24      | Чехія (CZE)             | 1 | 2 | 1 | 1 |   | 1 | 1 |   |   | 1 | 4 | 3 | 8 | 7 | 16 | 1 |
| 17      | Росія (RUS)             |   |   |   |   |   |   | 2 | 2 |   | 1 | 2 | 4 | 6 | 7 | 10 | 0 |
| 9       | США (USA)               |   | 1 | 1 |   | 1 |   |   | 1 | 3 | 1 | 1 |   |   | 2 | 6  | 1 |
| 9       | Білорусь (BLR)          |   |   |   |   |   | 1 | 1 |   |   |   | 2 | 2 | 3 | 3 | 6  | 0 |
| 8       | Словенія (SLO)          |   | 1 | 1 |   |   |   | 1 |   |   |   | 3 | 1 | 1 | 1 | 6  | 1 |
| 8       | Італія (ITA)            |   | 1 |   |   |   |   |   |   |   |   |   | 4 | 3 | 4 | 4  | 0 |
| 6       | Данія (DEN)             |   |   |   |   |   | 1 |   | 1 |   | 3 |   | 1 |   | 6 | 0  | 0 |
| 6       | Казахстан (KAZ)         |   |   |   |   |   |   |   |   | 1 |   | 2 |   | 3 | 0 | 6  | 0 |
| 5       | Австралія (AUS)         | 1 |   | 1 |   |   |   |   |   |   | 1 | 1 | 2 |   | 3 | 1  | 1 |
| 5       | КНР (CHN)               | 1 |   |   |   |   |   |   |   | 1 | 1 |   |   | 2 | 2 | 3  | 0 |
| 5       | Польща (POL)            |   |   |   |   |   | 1 | 1 | 1 |   | 1 |   |   | 1 | 3 | 2  | 0 |
| 5       | Німеччина (GER)         |   |   |   |   |   |   |   |   |   | 1 | 1 | 2 | 1 | 3 | 2  | 0 |
| 4       | Словаччина (SVK)        |   |   |   |   |   |   | 1 |   |   | 1 |   | 2 |   | 3 | 1  | 0 |
| 3       | Індія (IND)             |   |   |   |   |   |   | 1 |   |   |   | 1 |   | 1 | 0 | 3  | 0 |
| 3       | Румунія (ROM)           |   |   |   |   |   |   |   |   |   |   |   |   | 3 | 0 | 3  | 0 |
| 2       | Аргентина (ARG)         |   | 1 |   |   |   |   |   |   |   |   |   | 1 |   | 1 | 1  | 0 |
| 2       | Франція (FRA)           |   |   |   |   |   |   |   |   |   | 1 |   | 1 |   | 2 | 0  | 0 |
| 2       | Україна (UKR)           |   |   |   |   |   |   |   |   |   |   |   |   | 2 | 0 | 2  | 0 |
| 1       | Бельгія (BEL)           | 1 |   |   |   |   |   |   |   |   |   |   |   |   | 1 | 0  | 0 |
| 1       | Сербія (SRB)            |   |   |   | 1 |   |   |   |   |   |   |   |   |   | 0 | 0  | 0 |
| 1       | Угорщина (HUN)          |   |   |   |   |   |   |   |   |   |   |   | 1 |   | 1 | 0  | 0 |
| 1       | Китайський Тайбей (TPE) |   |   |   |   |   |   |   |   |   |   |   |   | 1 | 0 | 1  | 0 |
| 1       | Греція (GRE)            |   |   |   |   |   |   |   |   |   |   |   |   | 1 | 0 | 1  | 0 |
| 1       | Японія (JPN)            |   |   |   |   |   |   |   |   |   |   |   |   | 1 | 0 | 1  | 0 |
| 1       | Нова Зеландія (NZL)     |   |   |   |   |   |   |   |   |   |   |   |   | 1 | 0 | 1  | 0 |
| 1       | Узбекистан (UZB)        |   |   |   |   |   |   |   |   |   |   |   |   | 1 | 0 | 1  | 0 |

### Інформація про титули
Наведені нижче гравчині виграли свій перший титул рівня Туру WTA в одиночному (S), парному (D) або змішаному парному розряді (X):
- Івета Бенешова – Вімблдон (X)
- Альберта Бріанті – Фес (S)
- Домініка Цібулкова – Москва (S)
- Кейсі Деллаква – French Open (X)
- Віталія Дяченко – Ташкент (D)
- Наталі Грандін – Сеул (D)
- Полона Герцог – Бостад (S)
- Сабіне Лісіцкі – Штудгарт (D)
- Мелані Уден – US Open (X)
- Ксенія Первак – Ташкент (S)
- Шанелль Схеперс – Гуанчжоу (S)
- Галина Воскобоєва – Куала-Лумпур (D)
- Барбора Заглавова-Стрицова – Квебек (S)
- Чжан Шуай – Осака (D)
- Чжен Сайсай – Гуанчжоу (D)

Наведені нижче гравчині захистили свій торішній титул в одиночному (S), парному (D) або змішаному розряді (X):
- Івета Бенешова – Монтеррей (D)
- Едіна Галловіц-Халл – Богота (D)
- Луціє Градецька – Бад-Гастайн (D)
- Ана Іванович – Балі (S)
- Марія Хосе Мартінес Санчес – Дубай (D)
- Анастасія Павлюченкова – Монтеррей (S)
- Квета Пешке – Доха (D)
- Каролін Возняцкі – Копенгаген (S), Нью-Гейвен (S)
- Барбора Заглавова-Стрицова – Монтеррей (D)

## Titles information
The following players won their first title in singles (S), doubles (D) or mixed doubles (X):
- Івета Бенешова – Пimbledon (X)
- Альберта Бріанті – Fes (S)
- Домініка Цібулкова – Moscow (S)
- Кейсі Деллаква – French Open (X)
- Віталія Дяченко – Tashkent (D)
- Наталі Грандін – Seoul (D)
- Полона Герцог – Båstad (S)
- Сабіне Лісіцкі – Stuttgart (D)
- Мелані Уден – US Open (X)
- Ксенія Первак – Tashkent (S)
- Шанелль Схеперс – Guangzhou (S)
- Галина Воскобоєва – Kuala Lumpur (D)
- Барбора Заглавова-Стрицова – Quebec City (S)
- Чжан Шуай – Osaka (D)
- Чжен Сайсай – Guangzhou (D)

The following players completed a successful title defence in singles (S), doubles (D) or mixed doubles (X):
- Івета Бенешова – Monterrey (D)
- Едіна Галловіц-Халл – Bogotá (D)
- Луціє Градецька – Bad Gastein (D)
- Ана Іванович – Bali (S)
- Марія Хосе Мартінес Санчес – Dubai (D)
- Анастасія Павлюченкова – Monterrey (S)
- Квета Пешке – Doha (D)
- Каролін Возняцкі – Copenhagen (S), New Haven (S)
- Барбора Заглавова-Стрицова – Monterrey (D)

## Рейтинг
Рейтинг чемпіонської гонки визначає гравчинь, які візьмуть участь у Чемпіонаті Туру WTA в жовтні. Рейтинг WTA враховує результати на турнірах за сотанні 52 тижні.

### Одиночний розряд
Нижче наведено по двадцять перших гравчинь у рейтингу WTA наприкінці сезону, а також рейтингу гонки до Чемпіонату WTA в одиночному розряді. Турніри Premier Mandatory враховуються для перших 10-ти тенісисток, навіть якщо вони не брали в них участь, якщо це не відбулося через травму. Золоте тло позначає тенісисток, які кваліфікувались на Чемпіонат Туру WTA. Блакитне тло позначає гравчинь, які кваліфікувались на Чемпіонат Туру WTA як заміни.
| Чемпіонська гонка | Чемпіонська гонка            | Чемпіонська гонка | Чемпіонська гонка |
| Rk                | Гравчиня                     | Очки              | Турнірів          |
| ----------------- | ---------------------------- | ----------------- | ----------------- |
| 1                 | Каролін Возняцкі (DEN)       | 7,395             | 21                |
| 2                 | Марія Шарапова (RUS)         | 6,370             | 14                |
| 3                 | Петра Квітова (CZE)          | 5,970             | 18                |
| 4                 | Вікторія Азаренко (BLR)      | 5,750             | 20                |
| 5                 | Лі На (CHN)                  | 5,351             | 17                |
| 6                 | Віра Звонарьова (RUS)        | 5,190             | 21                |
| 7                 | Саманта Стосур (AUS)         | 5,115             | 20                |
| 8                 | Агнешка Радванська (POL)     | 4,940             | 19                |
| 9                 | Маріон Бартолі (FRA)         | 4,610             | 27                |
| 10                | Андреа Петкович (GER)        | 4,580             | 18                |
| 11                | Франческа Ск'явоне (ITA)     | 3,900             | 22                |
| 12                | Серена Вільямс (USA)         | 3,180             | 13(6)             |
| 13                | Кім Клейстерс (BEL)          | 3,161             | 14(8)             |
| 14                | Єлена Янкович (SRB)          | 3,115             | 22                |
| 15                | Анастасія Павлюченкова (RUS) | 2,865             | 22                |
| 16                | Пен Шуай (CHN)               | 2,800             | 22                |
| 17                | Домініка Цібулкова (SVK)     | 2,755             | 22                |
| 18                | Сабіне Лісіцкі (GER)         | 2,724             | 20                |
| 19                | Світлана Кузнецова (RUS)     | 2,606             | 19                |
| 20                | Флавія Пеннетта (ITA)        | 2,490             | 22                |

| Рейтинг WTA на кінець сезону | Рейтинг WTA на кінець сезону | Рейтинг WTA на кінець сезону | Рейтинг WTA на кінець сезону | Рейтинг WTA на кінець сезону | Рейтинг WTA на кінець сезону | Рейтинг WTA на кінець сезону | Рейтинг WTA на кінець сезону |
| #                            | Гравчиня                     | Очки                         | Трн                          | 10 рік                       | Н-вищ.                       | Н-ниж.                       | 10→11                        |
| ---------------------------- | ---------------------------- | ---------------------------- | ---------------------------- | ---------------------------- | ---------------------------- | ---------------------------- | ---------------------------- |
| 1                            | Каролін Возняцкі (DEN)       | 7,485                        | 22                           | 1                            | 1                            | 2                            | ▬ =                          |
| 2                            | Петра Квітова (CZE)          | 7,370                        | 19                           | 34                           | 2                            | 34                           | ▲ 32                         |
| 3                            | Вікторія Азаренко (BLR)      | 6,520                        | 21                           | 10                           | 3                            | 10                           | ▲ 7                          |
| 4                            | Марія Шарапова (RUS)         | 6,510                        | 15                           | 18                           | 2                            | 18                           | ▲ 14                         |
| 5                            | Лі На (CHN)                  | 5,720                        | 18                           | 11                           | 4                            | 11                           | ▲ 6                          |
| 6                            | Саманта Стосур (AUS)         | 5,585                        | 21                           | 6                            | 4                            | 11                           | ▬ =                          |
| 7                            | Віра Звонарьова (RUS)        | 5,435                        | 22                           | 2                            | 2                            | 7                            | ▼ 5                          |
| 8                            | Агнешка Радванська (POL)     | 5,250                        | 20                           | 14                           | 8                            | 14                           | ▲ 6                          |
| 9                            | Маріон Бартолі (FRA)         | 4,710                        | 29                           | 16                           | 9                            | 18                           | ▲ 7                          |
| 10                           | Андреа Петкович (GER)        | 4,580                        | 18                           | 32                           | 9                            | 33                           | ▲ 22                         |
| 11                           | Франческа Ск'явоне (ITA)     | 3,900                        | 22                           | 7                            | 4                            | 12                           | ▼ 4                          |
| 12                           | Серена Вільямс (USA)         | 3,180                        | 13                           | 4                            | 4                            | 175                          | ▼ 8                          |
| 13                           | Кім Клейстерс (BEL)          | 3,161                        | 14                           | 3                            | 1                            | 13                           | ▼ 10                         |
| 14                           | Єлена Янкович (SRB)          | 3,115                        | 22                           | 8                            | 6                            | 15                           | ▼ 6                          |
| 15                           | Сабіне Лісіцкі (GER)         | 2,879                        | 21                           | 179                          | 15                           | 218                          | ▲ 164                        |
| 16                           | Анастасія Павлюченкова (RUS) | 2,865                        | 22                           | 21                           | 13                           | 21                           | ▲ 5                          |
| 17                           | Пен Шуай (CHN)               | 2,800                        | 23                           | 72                           | 14                           | 72                           | ▲ 55                         |
| 18                           | Домініка Цібулкова (SVK)     | 2,755                        | 22                           | 31                           | 15                           | 32                           | ▲ 13                         |
| 19                           | Світлана Кузнецова (RUS)     | 2,606                        | 19                           | 27                           | 12                           | 27                           | ▲ 8                          |
| 20                           | Флавія Пеннетта (ITA)        | 2,490                        | 22                           | 24                           | 15                           | 27                           | ▲ 4                          |

#### 1-й номер рейтингу
| Утримувач              | Коли здобула     | Коли позбулася   |
| ---------------------- | ---------------- | ---------------- |
| Каролін Возняцкі (DEN) | Кінець 2010 року | 13 лютого 2011   |
| Кім Клейстерс (BEL)    | 14 лютого 2011   | 20 лютого 2011   |
| Каролін Возняцкі (DEN) | 21 лютого 2011   | Кінець 2011 року |

### Парний розряд
Нижче наведено десять перших пар гонки до чемпіонату WTA і двадцять перших гравчинь у парному розряді наприкінці сезону 2011. Золоте тло позначає пари, що кваліфікувались на Чемпіонат Туру WTA.
| Чемпіонська гонка | Чемпіонська гонка                                | Чемпіонська гонка | Чемпіонська гонка |
| Rk                | Пара                                             | Очки              | Tour              |
| ----------------- | ------------------------------------------------ | ----------------- | ----------------- |
| 1                 | Квета Пешке (CZE) Катарина Среботнік (SLO)       | 9,411             | 20                |
| 2                 | Лізель Губер (USA) Ліза Реймонд (USA)            | 6,773             | 15                |
| 3                 | Ваня Кінґ (USA) Ярослава Шведова (KAZ)           | 6,200             | 12                |
| 4                 | Хісела Дулко (ARG) Флавія Пеннетта (ITA)         | 5,776             | 14                |
| 5                 | Вікторія Азаренко (BLR) Марія Кириленко (RUS)    | 5,490             | 10                |
| 6                 | Саня Мірза (IND) Олена Весніна (RUS)             | 4,788             | 12                |
| 7                 | Наталі Грандін (RSA) Владіміра Угліржова (CZE)   | 3,866             | 31                |
| 8                 | Роберта Вінчі (ITA) Сара Еррані (ITA)            | 3,541             | 21                |
| 9                 | Бетані Маттек-Сендс (USA) Меган Шонессі (USA)    | 3,351             | 12                |
| 10                | Даніела Гантухова (SVK) Агнешка Радванська (POL) | 3,241             | 10                |

| Рейтинг WTA в парному розряді наприкінці 2011 року | Рейтинг WTA в парному розряді наприкінці 2011 року | Рейтинг WTA в парному розряді наприкінці 2011 року | Рейтинг WTA в парному розряді наприкінці 2011 року | Рейтинг WTA в парному розряді наприкінці 2011 року |
| #                                                  | Гравчиня                                           | Очки                                               | Зміна                                              |                                                    |
| -------------------------------------------------- | -------------------------------------------------- | -------------------------------------------------- | -------------------------------------------------- | -------------------------------------------------- |
| 1                                                  | Лізель Губер (USA)                                 | 9,970                                              | ▲ 2                                                |                                                    |
| 2                                                  | Квета Пешке (CZE)                                  | 8,680                                              | ▲ 3                                                |                                                    |
| =                                                  | Катарина Среботнік (SLO)                           | 8,680                                              | ▲ 4                                                |                                                    |
| 4                                                  | Ліза Реймонд (USA)                                 | 8,295                                              | ▲ 5                                                |                                                    |
| 5                                                  | Ярослава Шведова (KAZ)                             | 6,805                                              | ▲ 1                                                |                                                    |
| 6                                                  | Ваня Кінґ (USA)                                    | 6,725                                              | ▼ 3                                                |                                                    |
| 7                                                  | Марія Кириленко (RUS)                              | 6,495                                              | ▲ 7                                                |                                                    |
| 8                                                  | Флавія Пеннетта (ITA)                              | 6,135                                              | ▼ 6                                                |                                                    |
| 9                                                  | Хісела Дулко (ARG)                                 | 6,135                                              | ▼ 8                                                |                                                    |
| 10                                                 | Олена Весніна (RUS)                                | 5,225                                              | ▲ 13                                               |                                                    |
| 11                                                 | Саня Мірза (IND)                                   | 5,205                                              | ▲ 50                                               |                                                    |
| 12                                                 | Вікторія Азаренко (BLR)                            | 5,159                                              | ▲ 32                                               |                                                    |
| 13                                                 | Надія Петрова (RUS)                                | 4,860                                              | ▼ 3                                                |                                                    |
| 14                                                 | Андреа Главачкова (CZE)                            | 4,205                                              | ▲ 31                                               |                                                    |
| 15                                                 | Луціє Градецька (CZE)                              | 4,175                                              | ▲ 23                                               |                                                    |
| 16                                                 | Агнешка Радванська (POL)                           | 3,521                                              | ▲ 11                                               |                                                    |
| 17                                                 | Бетані Маттек-Сендс (USA)                          | 3,490                                              | ▬ =                                                |                                                    |
| 18                                                 | Даніела Гантухова (SVK)                            | 3,361                                              | ▲ 75                                               |                                                    |
| 19                                                 | Меган Шонессі (USA)                                | 3,350                                              | ▲ 15                                               |                                                    |
| 20                                                 | Чжен Цзє (CHN)                                     | 3,235                                              | ▼ 4                                                |                                                    |

#### 1-й номер рейтингу
| Утримувач                                  | Коли здобула     | Коли позбулася   |
| ------------------------------------------ | ---------------- | ---------------- |
| Хісела Дулко (ARG)                         | Кінець 2010 року |                  |
| Хісела Дулко (ARG) Флавія Пеннетта (ITA)   | 28 лютого 2011   | 17 квітня 2011   |
| Флавія Пеннетта (ITA)                      |                  | 3 липня 2011     |
| Квета Пешке (CZE) Катарина Среботнік (SLO) | 4 липня 2011     | 11 вересня 2011  |
| Лізель Губер (USA)                         | 12 вересня 2011  | Кінець 2011 року |

## Лідерки WTA за призовими
Станом на 7 листопада 2011
| #  | Країна    | Гравчиня           | Одиночний розряд | Парний розряд | Змішаний парний розряд | Bonus Pool | Рік-to-date |
| -- | --------- | ------------------ | ---------------- | ------------- | ---------------------- | ---------- | ----------- |
| 1  | Чехія     | Петра Квітова      | $5,131,009       | $12,476       | $2,458                 | $0         | $5,145,943  |
| 2  | Данія     | Каролін Возняцкі   | $3,064,756       | $0            | $825                   | $1,000,000 | $4,065,581  |
| 3  | Білорусь  | Вікторія Азаренко  | $3,207,489       | $373,543      | $0                     | $225,000   | $3,771,032  |
| 4  | КНР       | Лі На              | $3,484,139       | $0            | $0                     | $225,000   | $3,709,139  |
| 5  | Австралія | Саманта Стосур     | $2,934,333       | $145,780      | $1,040                 | $400,000   | $3,476,153  |
| 6  | Росія     | Марія Шарапова     | $2,899,148       | $0            | $0                     | $0         | $2,899,148  |
| 7  | Росія     | Віра Звонарьова    | $1,907,681       | $45,737       | $0                     | $725,000   | $2,673,018  |
| 8  | Польща    | Агнешка Радванська | $2,202,672       | $253,846      | $0                     | $0         | $2,456,518  |
| 9  | Бельгія   | Кім Клейстерс      | $2,235,741       | $0            | $0                     | $0         | $2,325,741  |
| 10 | США       | Серена Вільямс     | $1,978,930       | $0            | $0                     | $0         | $1,978,930  |

## Лідерки за статистикою
станом на 7 листопада 2011
| Ейси | Ейси             | Ейси  | Ейси   |
|      | гравчиня         | Ейсів | Матчів |
| ---- | ---------------- | ----- | ------ |
| 1    | Маріон Бартолі   | 270   | 83     |
| 2    | Ярміла Ґайдошова | 260   | 51     |
| 3    | Сабіне Лісіцкі   | 245   | 46     |
| 4    | Юлія Гергес      | 245   | 60     |
| 5    | Луціє Шафарова   | 243   | 57     |
| 6    | Петра Квітова    | 241   | 61     |
| 7    | Луціє Градецька  | 237   | 36     |
| 8    | Віра Звонарьова  | 235   | 75     |
| 9    | Ребекка Маріно   | 214   | 33     |
| 10   | Саманта Стосур   | 213   | 66     |

| Виграв геймів на своїй подачі | Виграв геймів на своїй подачі | Виграв геймів на своїй подачі | Виграв геймів на своїй подачі |
|                               | player                        | %                             | Матчів                        |
| ----------------------------- | ----------------------------- | ----------------------------- | ----------------------------- |
| 1                             | Серена Вільямс                | 85.4                          | 25                            |
| 2                             | Саманта Стосур                | 79.7                          | 66                            |
| 3                             | Петра Квітова                 | 76.6                          | 51                            |
| 4                             | Сабіне Лісіцкі                | 75.6                          | 46                            |
| 5                             | Луціє Шафарова                | 74.9                          | 57                            |
| 6                             | Каролін Возняцкі              | 74.7                          | 80                            |
| 7                             | Ана Іванович                  | 74.5                          | 50                            |
| 8                             | Юлія Гергес                   | 73.6                          | 60                            |
| 9                             | Даніела Гантухова             | 73.0                          | 66                            |
| 10                            | Магдалена Рибарикова          | 72.9                          | 28                            |

| Відіграла брейк-пойнтів | Відіграла брейк-пойнтів | Відіграла брейк-пойнтів | Відіграла брейк-пойнтів |
|                         | гравчиня                | %                       | Матчів                  |
| ----------------------- | ----------------------- | ----------------------- | ----------------------- |
| 1                       | Серена Вільямс          | 67.5                    | 25                      |
| 2                       | Луціє Шафарова          | 63.7                    | 57                      |
| 3                       | Саманта Стосур          | 63.4                    | 66                      |
| 4                       | Даніела Гантухова       | 63.0                    | 66                      |
| 5                       | Магдалена Рибарикова    | 62.4                    | 28                      |
| 6                       | Ана Іванович            | 61.0                    | 50                      |
| 7                       | Петра Квітова           | 60.0                    | 61                      |
| 8                       | Кім Клейстерс           | 59.7                    | 28                      |
| 9                       | Кая Канепі              | 59.2                    | 35                      |
| 10                      | Гезер Вотсон            | 58.7                    | 21                      |

| Відсоток першої подачі | Відсоток першої подачі | Відсоток першої подачі | Відсоток першої подачі |
|                        | гравчиня               | %                      | Матчів                 |
| ---------------------- | ---------------------- | ---------------------- | ---------------------- |
| 1                      | Сара Еррані            | 76.8                   | 56                     |
| 2                      | Моніка Нікулеску       | 74.7                   | 36                     |
| 3                      | Чжен Цзє               | 74.0                   | 41                     |
| 4                      | Анна Татішвілі         | 71.5                   | 21                     |
| 5                      | Чжан Шуай              | 70.4                   | 30                     |
| 6                      | Вікторія Азаренко      | 70.4                   | 72                     |
| 7                      | Андреа Петкович        | 69.9                   | 67                     |
| 8                      | Каролін Возняцкі       | 69.5                   | 80                     |
| 9                      | Пен Шуай               | 69.1                   | 69                     |
| 10                     | Лі На                  | 69.1                   | 49                     |

| Виграла очок на першій подачі | Виграла очок на першій подачі | Виграла очок на першій подачі | Виграла очок на першій подачі |
|                               | гравчиня                      | %                             | Матчів                        |
| ----------------------------- | ----------------------------- | ----------------------------- | ----------------------------- |
| 1                             | Серена Вільямс                | 76.7                          | 25                            |
| 2                             | Сабіне Лісіцкі                | 72.9                          | 46                            |
| 3                             | Луціє Градецька               | 71.9                          | 36                            |
| 4                             | Ана Іванович                  | 71.3                          | 50                            |
| 5                             | Ярміла Ґайдошова              | 70.2                          | 51                            |
| 6                             | Саманта Стосур                | 69.9                          | 66                            |
| 7                             | Луціє Шафарова                | 69.6                          | 57                            |
| 8                             | Магдалена Рибарикова          | 69.3                          | 28                            |
| 9                             | Юлія Гергес                   | 69.0                          | 60                            |
| 10                            | Віра Звонарьова               | 68.9                          | 75                            |

| Виграла очок на другій подачі | Виграла очок на другій подачі | Виграла очок на другій подачі | Виграла очок на другій подачі |
|                               | гравчиня                      | %                             | Матчів                        |
| ----------------------------- | ----------------------------- | ----------------------------- | ----------------------------- |
| 1                             | Серена Вільямс                | 52.9                          | 25                            |
| 2                             | Саманта Стосур                | 52.2                          | 66                            |
| 3                             | Петра Квітова                 | 50.2                          | 61                            |
| 4                             | Каролін Возняцкі              | 50.0                          | 80                            |
| 5                             | Агнешка Радванська            | 49.3                          | 64                            |
| 6                             | Андреа Петкович               | 49.1                          | 67                            |
| 7                             | Даніела Гантухова             | 48.7                          | 66                            |
| 8                             | Анабель Медіна Гаррігес       | 48.7                          | 54                            |
| 9                             | Ребекка Маріно                | 48.5                          | 33                            |
| 10                            | Лаура Поус-Тіо                | 48.3                          | 28                            |

| Очки виграні на першій подачі суперниці | Очки виграні на першій подачі суперниці | Очки виграні на першій подачі суперниці | Очки виграні на першій подачі суперниці |
|                                         | гравчиня                                | %                                       | Матчів                                  |
| --------------------------------------- | --------------------------------------- | --------------------------------------- | --------------------------------------- |
| 1                                       | Марія Шарапова                          | 43.8                                    | 56                                      |
| 2                                       | Моніка Нікулеску                        | 43.4                                    | 36                                      |
| 3                                       | Клара Закопалова                        | 43.1                                    | 54                                      |
| 4                                       | Уршуля Радванська                       | 42.9                                    | 21                                      |
| 5                                       | Кім Клейстерс                           | 42.6                                    | 28                                      |
| 6                                       | Лурдес Домінгес Ліно                    | 42.3                                    | 31                                      |
| 7                                       | Анабель Медіна Гаррігес                 | 42.1                                    | 54                                      |
| 8                                       | Вікторія Азаренко                       | 42.0                                    | 72                                      |
| 9                                       | Карла Суарес Наварро                    | 41.9                                    | 27                                      |
| 10                                      | Каролін Возняцкі                        | 41.7                                    | 80                                      |

| Реалізувала брейк-пойнтів | Реалізувала брейк-пойнтів | Реалізувала брейк-пойнтів | Реалізувала брейк-пойнтів |
|                           | гравчиня                  | %                         | Матчів                    |
| ------------------------- | ------------------------- | ------------------------- | ------------------------- |
| 1                         | Анабель Медіна Гаррігес   | 54.9                      | 54                        |
| 2                         | Марія Шарапова            | 54.8                      | 56                        |
| 3                         | Катерина Бондаренко       | 54.4                      | 24                        |
| 4                         | Клара Закопалова          | 52.4                      | 54                        |
| 5                         | Моніка Нікулеску          | 52.2                      | 36                        |
| 6                         | Алізе Корне               | 51.8                      | 27                        |
| 7                         | Аліса Клейбанова          | 51.7                      | 26                        |
| 8                         | Мелані Уден               | 51.5                      | 27                        |
| 9                         | Агнешка Радванська        | 51.1                      | 64                        |
| 10                        | Лурдес Домінгес Ліно      | 51.0                      | 31                        |

| Виграла геймів на подачі суперниці | Виграла геймів на подачі суперниці | Виграла геймів на подачі суперниці | Виграла геймів на подачі суперниці |
|                                    | гравчиня                           | %                                  | Матчів                             |
| ---------------------------------- | ---------------------------------- | ---------------------------------- | ---------------------------------- |
| 1                                  | Марія Шарапова                     | 49.7                               | 56                                 |
| 2                                  | Вікторія Азаренко                  | 49.0                               | 72                                 |
| 3                                  | Моніка Нікулеску                   | 48.5                               | 36                                 |
| 4                                  | Кім Клейстерс                      | 47.9                               | 28                                 |
| 5                                  | Анабель Медіна Гаррігес            | 46.0                               | 54                                 |
| 6                                  | Каролін Возняцкі                   | 45.9                               | 80                                 |
| 7                                  | Клара Закопалова                   | 45.5                               | 54                                 |
| 8                                  | Агнешка Радванська                 | 45.2                               | 64                                 |
| 9                                  | Маріон Бартолі                     | 44.7                               | 83                                 |
| 10                                 | Єлена Янкович                      | 44.4                               | 59                                 |

## Розподіл очок
| Категорія                      | П    | F    | ПФ                                      | ЧФ                                      | R16                                     | R32                                     | R64                                     | R128 | Q  | Q3 | Q2 | Q1 |
| Великий шолом (S)              | 2000 | 1400 | 900                                     | 500                                     | 280                                     | 160                                     | 100                                     | 5    | 60 | 50 | 40 | 2  |
| Великий шолом (D)              | 2000 | 1400 | 900                                     | 500                                     | 280                                     | 160                                     | 5                                       | –    | 48 | –  | –  | –  |
| WTA Championships (S)          | +450 | +360 | (230 for each win, 70 за кожну поразку) | (230 for each win, 70 за кожну поразку) | (230 for each win, 70 за кожну поразку) | (230 for each win, 70 за кожну поразку) | (230 for each win, 70 за кожну поразку) | –    | –  | –  | –  | –  |
| WTA Championships (D)          | 1500 | 1050 | 690                                     | –                                       | –                                       | –                                       | –                                       | –    | –  | –  | –  | –  |
| WTA Premier Mandatory (96S)    | 1000 | 700  | 450                                     | 250                                     | 140                                     | 80                                      | 50                                      | 5    | 30 | –  | 20 | 1  |
| WTA Premier Mandatory (64S)    | 1000 | 700  | 450                                     | 250                                     | 140                                     | 80                                      | 5                                       | –    | 30 | –  | 20 | 1  |
| WTA Premier Mandatory (28/32D) | 1000 | 700  | 450                                     | 250                                     | 140                                     | 5                                       | –                                       | –    | –  | –  | –  | –  |
| WTA Premier 5 (56S)            | 900  | 620  | 395                                     | 225                                     | 125                                     | 70                                      | 1                                       | –    | 30 | –  | 20 | 1  |
| WTA Premier 5 (28D)            | 900  | 620  | 395                                     | 225                                     | 125                                     | 1                                       | –                                       | –    | –  | –  | –  | –  |
| WTA Premier (56S)              | 470  | 320  | 200                                     | 120                                     | 60                                      | 40                                      | 1                                       | –    | 12 | –  | 8  | 1  |
| WTA Premier (32S)              | 470  | 320  | 200                                     | 120                                     | 60                                      | 1                                       | –                                       | –    | 20 | 12 | 8  | 1  |
| WTA Premier (16D)              | 470  | 320  | 200                                     | 120                                     | 1                                       | –                                       | –                                       | –    | –  | –  | –  | –  |
| Турнір of Champions            | 375  | 255  | 180 (3rd) 165 (4th)                     | 75                                      | –                                       | –                                       | –                                       | –    | –  | –  | –  | –  |
| WTA International (56S)        | 280  | 200  | 130                                     | 70                                      | 30                                      | 15                                      | 1                                       | –    | 10 | –  | 6  | 1  |
| WTA International (32S)        | 280  | 200  | 130                                     | 70                                      | 30                                      | 1                                       | –                                       | –    | 16 | 10 | 6  | 1  |
| WTA International (16D)        | 280  | 200  | 130                                     | 70                                      | 1                                       | –                                       | –                                       | –    | –  | –  | –  | –  |

## Завершили кар'єру
Нижче наведено список відомих гравчинь, які оголосили про завершення кар'єри під час Туру WTA 2011.
- Марет Ані (нар. 31 січня 1982 року в Таллінні), розпочала професійну кар'єру 1997 року, найвищого рейтингу в одиночному розряді, №63, досягнула 15 травня 2006, в парному розряді, №39, - 5 квітня 2004.
- Сібіль Баммер (нар. 27 квітня 1980 року в Лінці), колишня 19-та ракетка світу і чвертьфіналістка Відкритого чемпіонату США. Оголосила про завершення кар'єри після поразки від Моніки Нікулеску в першому колі Вімблдона, але через два тижні ненадовго повернулася, що зіграти в домашньому турнірі Gastein Ladies 2011, де в другому колі її перемогла Івонн Мойсбургер з рахунком 6–2, 6–1.
- Альона Бондаренко (нар. 13 серпня 1984 року в Кривому Розі). Разом з молодшою сестрою Катериною виграла в парному розряді один турнір Великого шолома - Відкритий чемпіонат Австралії. У фіналі вони перемогли пару Шахар Пеєр і Вікторія Азаренко. Бондаренко свій останній матч зіграла 2011 року.
- Стефані Коен-Алоро (нар. 18 березня 1983 року в Парижі), найвищий рейтинг у кар'єрі: 61 в одиночному розряді, 54 - у парному. Свій останній матч зіграла на Open GDF Suez 2011, де була щасливим лузером, програвши Бетані Маттек-Сендс з рахунком 7–5, 6–3.[7]
- Суріна Де Беер (нар. 28 червня 1978 року в Преторії), виграла 10 титулів ITF в одиночному розряді й 36 - у парному. 6 липня 1998 року досягнула свого найвищого рейтингу в одиночному розряді, № 116. 25 вересня 2000 року - в парному, № 49.
- Юліана Федак (нар. 8 червня 1983 року в Новій Каховці), розпочала професійну кар'єру 1998 року, найвищого рейтингу в одиночному розряді, № 63, досягнула 18 вересня 2006, в парному розряді, №34, - 15 січня 2007.
- Татьяна Гарбін (нар. 30 червня 1977 року в Местре), переможниця одного титулу WTA в одиночному розряді і одинадцяти - в парному. Найвищого рейтингу в одиночному розряді, № 22, досягнула 21 травня 2007, в парному, № 25, - 27 серпня 2001.
- Жустін Енен (нар. 1 червня 1982 року в Льєжі), колишня 1-ша ракетка світу в одиночному розряді і володарка 43-х титулів WTA, включаючи: 7 титулів Великого шолома, 2 чемпіонаті кінця року, золота медаль Олімпійських ігор 2004, а також два титули в парному розряді. Вперше Енен завершила кар'єру 2008 року в ранзі 1-ї ракетки світу, але потім 2010 року повернулася. Після повернення виграла два титули WTA: Porsche Tennis Grand Prix 2010 і UNICEF Open 2010. Також досягнула фіналу Brisbane International 2010 і фіналу Відкритого чемпіонату Австралії 2010. Свій останній матч зіграла проти Світлани Кузнецової в третьому колі Відкритого чемпіонату Австралії 2011, поступившись 4–6, 6–7(8). Завершили кар'єру її змусила травма. якої спортсменка зазнала на Вімблдоні 2010.[8]
- Алісія Молік (нар. 27 січня 1981 року в Аделаїді), розпочала професійну кар'єру 1996 року. Найвищого рейтингу в одиночному розряді, №8, досягнула 28 лютого 2005 року, в парному розряді, №6, - 6 червня 2005. Досягнула чвертьфіналу на одному турнірі Великого шолома, Відкритому чемпіонаті Австралії 2005. Виграла два титули Великого шолома в парному розряді: Відкритий чемпіонат Австралії 2005 і Відкритий чемпіонат Франції 2007. Також виграла бронзову медаль на Олімпійських іграх 2004, перемігши Анастасію Мискіну. Останній свій матч зіграла на Відкритому чемпіонаті Австралії 2011, де мала вайлд-кард, поступившись Надії Петровій у другому колі, після чого вирішила завершити тенісну кар'єру.
- Труді Мусгрейв (нар. 10 вересня 1977 року в Ньюкаслі), розпочала професійну кар'єру 1994 року. Найвищого рейтингу в одиночному розряді, № 207, досягнула 20 грудня 2006 року, в парному розряді, №62, - 26 травня 2003.
- Мартіна Мюллер (нар. 11 жовтня 1982 року в Гановері), розпочала професійну кар'єру 1999 року. Найвищого рейтингу в одиночному розряді, № 33, доягнула 2 квітня 2007 року, в парному розряді, №47, - 25 лютого 2008.
- Лілія Остерло (нар. 7 квітня 1978 року в Колумбусі), розпочала професійну кар'єру 1997 року. Найвищого рейтингу в одиночному розряді, № 41, досягнула 23 квітня 2001 року, в парному розряді, №77, - 23 серпня 1999.
- Мара Сантанджело (нар. 28 червня 1981 року в Латині), розпочала професійну кар'єру 2003 року. Найвищого рейтингу в одиночному розряді, № 27, досягнула 9 липня 2007 року, в парному розряді, № 5, - 10 вересня 2007. Виграла Відкритий чемпіонат Франції з тенісу 2007 у парному розряді.
- Патті Шнідер (нар. 14 грудня 1978 року в Базелі), колишня 7-ма ракетка світу, шестиразова чвертьфіналістка турнірів Великого шолома, півфіналістка Відкритого чемпіонату Австралії 2004 і триразова учасниця чемпіонатів кінця року. Шнідер завершила кар'єру у віці 32 роки на Відкритому чемпіонаті Франції 2011, після того, як її в першому колі перемогла Сорана Кирстя з рахунком 6–1, 6–3.[9]
- Юлія Шруфф (нар. 16 серпня 1982 року в Аугсбургу), розпочала професійну кар'єру 1992. Найвищого рейтингу в одиночному розряді, № 52, досягнула 17 квітня 2006 року, в парному розряді, №99, - 2 жовтня 2006.
- Селіма Сфар (нар. 8 липня 1977 року в Сіді-Бусаїді), розпочала професійну кар'єру 1999 року. Найвищого рейтингу в одиночному розряді, № 75, досягнула 16 липня 2001 року, в парному розряді, №47, - 28 липня 2008.
- Ренне Стаббс (нар. 26 березня 1971 року в Сіднеї), колишня 1-ша ракетка світу в парному розряді і володарка 60 титулів у парному розряді, 4 з яких Великого шолома: Відкритий чемпіонат Австралії 2000, Вімблдон 2001 і Вімблдон 2004 і Відкритий чемпіонат США 2001. Виграла також два титули Великого шолома в змішаному парному розряді: Відкритий чемпіонат Австралії 2000 і Відкритий чемпіонат США 2001. Останній свій мат зіграла на Кубку Федерації 2001 проти Італії в парі з Анастасією Родіоновою, поступившись у трьох сетах.[10]
- Кароліна Шпрем (нар. 25 жовтня 1984 року у Вараждині), розпочала професійну кар'єру 2001 року. Найвищого рейтингу в одиночному розряді, № 17, досягнула 11 жовтня 2004 року. Найвище досягнення на турнірах Великого шолома - чвертьфінал на Вімблдоні 2004.
- Кеті О'Браєн (нар. 2 травня 1986 року в Беверлі), розпочала професійну кар'єру 1999 року. Найвищого рейтингу в одиночному розряді, № 84, досягнула 1 лютого 2010. 12 серпня 2011 оголосила про завершення кар'єри у віці 25 років.
- Шіха Уберой (нар. 5 квітня 1983 року в Бомбеї), розпочала професійну кар'єру 2003 року. Найвищого рейтингу в одиночному розряді, № 122, досягнула 29 серпня 2005 року. 2011 року оголосила про завершення кар'єри.
- Юлія Вакуленко (нар. 10 липня 1983 року в Ялті), розпочала професійну кар'єру 1998 року. Найвищого рейтингу в одиночному розряді, № 32, досягнула 19 листопада 2007 року, в парному, № 87, - 19 лютого 2007.

## Повернення
Нижче наведено тенісисток, які повернулися під час Туру WTA 2011:
- Жанетта Гусарова (нар. 4 червня 1974 року в Братиславі), розпочала професійну кар'єру 1991 року. Найвищого рейтингу в одиночному розряді, № 31, досягнула 13 січня 2003, а в парному - колишня 3-тя ракетка світу. Виграла 23 турніри WTA в парному розряді, включаючи 1 Чемпіонат WTA. Після повернення грала в парі з Сімоною Халеп на BLG Luxembourg Open.

## Нагороди
Володарок нагород WTA 2011 оголошено 14 листопада 2011 року.
- Гравчиня року –  Петра Квітова
- Пара року –  Квета Пешке &  Катарина Среботнік
- Найбільший прогрес –  Петра Квітова
- Повернення року –  Сабіне Лісіцкі
- Новачка року –  Ірина-Камелія Бегу
- Нагорода за спортивну поведінку Карен Крантцке –  Петра Квітова
- Player Service Award –  Франческа Ск'явоне
- Приз глядацьких симпатій в одиночному розряді –  Агнешка Радванська
- Приз глядацьких симпатій у парному розряді –  Вікторія Азаренко &  Марія Кириленко
- Fan Favorite Breakthrough Player –  Петра Квітова
- Улюблений турнір Premier Tournament –  Porsche Tennis Grand Prix (Stuttgart)
- Улюблений турнір International –  Abierto Mexicano Telcel (Acapulco)